# Zmarli w roku 2007

## grudzień 2007
- 31 grudnia
  - Bill Idelson, amerykański aktor, scenarzysta i producent
  - Markku Peltola, fiński aktor, muzyk zespołu Motelli Skronkle
  - Zygmunt Przybysz, polski pedagog
  - Adam Skwira, polski górnik, przywódca strajku w kopalni „Wujek”
- 30 grudnia
  - Abu Lajla al-Suri, jeden z dowódców Al-Ka’idy na terenie Iraku[1]
  - Bogdan Kajdasz, polski piłkarz, zawodnik Lecha Poznań[2]
  - Willie Robinson, amerykański śpiewak bluesowy
- 29 grudnia
  - Phil O’Donnell, szkocki piłkarz, występujący na pozycji pomocnika
  - Teresa Sahakian, polska kolekcjonerka kobierców wschodnich
- 28 grudnia
  - Andrzej Siewierski, polski wokalista i gitarzysta, członek zespołu Azyl P.
- 27 grudnia
  - Benazir Bhutto, pakistański polityk, premier Pakistanu w latach 1988–1990 i 1993–1996
  - Ben Bamfuchile, zambijski trener piłkarski, selekcjoner Namibii
  - Janusz Domagalik, polski pisarz
  - Piotr Gaston Orleański-Bragança, tytularny trzeci książę de Orleans e Braganza, głowa cesarskiej rodziny z tak zwanej linii Petrópolis
  - Jerzy Kawalerowicz, polski reżyser
  - Jaan Kross, estoński poeta, powieściopisarz, autor opowiadań, tłumacz, wymieniany w gronie kandydatów do literackiej Nagrody Nobla
  - Mieczysław Künstler, polski sinolog, w latach 1993–2006 przewodniczący Komitetu Nauk Orientalistycznych PAN
  - Ignacy Michalski, polski muzyk, trębacz wielu orkiestr
  - Czesław Przewoźnik, polski polityk, wojewoda słupski, prezes Głównego Urzędu Geodezji i Kartografii
- 26 grudnia
  - Joe Dolan, irlandzki piosenkarz
  - Krystyna Rybicka, polski parazytolog, wyróżniona medalem „Sprawiedliwy wśród Narodów Świata”
  - Józef Teliga, polski działacz społeczny i polityczny, pułkownik AK, działacz na rzecz jednomandatowych okręgów wyborczych
- 25 grudnia
  - Stanisław Filipecki, polski lekarz, specjalista chorób wewnętrznych, publicysta, tłumacz
  - Pat Kirkwood, brytyjska aktorka teatralna i filmowa
- 24 grudnia
  - Kazimierz Borowiec, polski aktor
  - Reinhard Hess, niemiecki trener skoczków narciarskich, trenował między innymi Martina Schmitta i Svena Hanawalda
  - Andreas Matzbacher, austriacki kolarz
  - Antoni Pach, polski specjalista w zakresie telekomunikacji, wykładowca akademicki
- 23 grudnia
  - Evan Farrell, amerykański basista, członek zespołu Rogue Wave
  - Aloísio Lorscheider, brazylijski duchowny katolicki, arcybiskup Fortalezy i Aparecidy, kardynał
  - Oscar Peterson, kanadyjski pianista jazzowy i kompozytor
- 22 grudnia
  - Julien Gracq, francuski pisarz
  - Krystyna Marszałek-Młyńczyk, polska działaczka państwowa, polityk Stronnictwa Demokratycznego, członek Rady Państwa
- 21 grudnia
  - Peer Hultberg, duński pisarz i tłumacz
  - Artur Tomaszewski, polski dyplomata, ambasador RP w Albanii
- 20 grudnia
  - Arabella Churchill, brytyjska filantropka, organizatorka Glastonbury Festival, wnuczka Winstona Churchilla
  - Cathal Ryan, irlandzki przedsiębiorca, współtwórca irlandzkich linii lotniczych Ryanair, syn Tony’ego Ryana
- 19 grudnia
  - Frank Capra Jr., amerykański producent filmowy
  - Piotr Mroczyk, polski działacz opozycji antykomunistycznej, dziennikarz, dyrektor rozgłośni Radia Wolna Europa w Monachium
- 18 grudnia
  - Zbigniew Batko, polski scenarzysta, pisarz i tłumacz
- 17 grudnia
  - Joel Dorn, amerykański producent muzyczny
  - Tadeusz Jarmołowicz-Chwiedorowicz, polski prawnik i polityk, wieloletni radny Poznania[3]
  - Jerzy Kozłowski, polski muzyk akompaniator, długoletni współpracownik Teatru Syrena w Warszawie
- 16 grudnia
  - Zbigniew Brzeziński, polski epidemiolog, przewodniczący Polskiego Stowarzyszenia Epidemiologicznego
  - Dan Fogelberg, amerykański wokalista i kompozytor softrockowy
  - Harald Genzmer, niemiecki kompozytor i pedagog
  - Wsiewołod Kołomijcew-Majdański, ukraiński arcybiskup, kierownik jednej z 3 diecezji Ukraińskiego Kościoła Prawosławnego w USA
- 15 grudnia
  - Andrzeja Górska, polska siostra zakonna, przełożona generalna Zgromadzenia Urszulanek w latach 1964–1983
  - ks. Carlo Enrico Di Rovasenda, włoski teolog katolicki, dominikanin.
  - Zbigniew Rozner, polski architekt
  - Genevieve Schutz-Marsauche, szwajcarska nauczycielka, siostra założyciela Wspólnoty Taizé, brata Rogera Schutza
  - Henryk Żwirko, polski popularyzator lotnictwa, syn Franciszka Żwirki
- 14 grudnia
  - Aleksander Maciejewski, polski aktor[4]
  - Hryhorij Nestor, ukraiński rekordzista długowieczności, przez niektórych uznawany za najstarszego człowieka na świecie
  - Tadeusz Wierzbanowski, polski dziennikarz, zastępca redaktora naczelnego Redakcji Wiadomości dla Zagranicy PAP
- 13 grudnia
  - Karol Ludwik Habsburg, austriacki arystokrata, syn ostatniego władcy cesarsko-królewskich Austro-Węgier, Karola I[5]
  - Floyd Red Crow Westerman, amerykański aktor, pieśniarz, kompozytor i obrońca praw Indian
- 12 grudnia
  - Wojciech Gierłowski, polski reżyser i animator lalkowy
  - Kazimierz Wiktor Stefański, polski żołnierz, w latach 1940–1944 kierownik tajnej drukarni Komendy Głównej Batalionów Chłopskich
  - Alfons Maria Stickler, austriacki kardynał, salezjanin
  - Lesław Tokarski, polski dziennikarz, kierownik Wydziału Prasy, Radia i Telewizji KC PZPR
  - Ike Turner, amerykański gitarzysta, kompozytor i producent muzyczny, znany najlepiej ze współpracy ze swoją żoną Tiną Turner
- 11 grudnia
  - Nicholas Kao Se Tseien, chiński duchowny katolicki, znany z długowieczności
- 10 grudnia
  - Leonard Duszeńko, polski działacz opozycji antykomunistycznej
  - Witold Florczak, polski dziennikarz i działacz gospodarczy
  - Jerry Ricks, amerykański gitarzysta bluesowy
  - Andrzej Rogalski, polski piłkarz, zawodnik Lech Poznań
- 9 grudnia
  - Ryszard Reiff, polski działacz polityczny, prawnik, publicysta
- 8 grudnia
  - ks. Wacław Karłowicz, polski duchowny katolicki, przewodniczący Duszpasterzy Polski Walczącej, prałat, szambelan papieski
  - Ryszard Schramm, polski biolog, taternik i podróżnik
- 7 grudnia
  - Zdzisław Krzyżanowski, polski działacz społeczny, pomysłodawca i współzałożyciel Stowarzyszenia Przeszczepionych Serc
  - Jerzy Płoszajski, polski inżynier i konstruktor lotniczy
- 6 grudnia
  - Katy French, irlandzka modelka
- 5 grudnia
  - Władysław Grzędzielski, polski dziennikarz, dyplomata, sekretarz Polskiej Misji w UNESCO
  - Iosif Dan, rumuński polityk i rewolucjonista, członek Frontu Ocalenia Narodowego
  - Andrzej Kopcewicz, polski amerykanista, autor pierwszej w powojennej Polsce – historii literatury Stanów Zjednoczonych[6]
  - Karlheinz Stockhausen, kompozytor niemiecki
  - John Winter, australijski lekkoatleta, mistrz olimpijski
- 4 grudnia
  - Pimp C (właśc. Chad Butler) – amerykański raper.
  - Bohdan Tomorowicz, polski dyplomata, ambasador RP przy Organizacji Narodów Zjednoczonych w Nowym Jorku
- 3 grudnia
  - Andrzej Skłodowski, polski taternik, alpinista, instruktor alpinizmu, przewodnik i ratownik górski, dziennikarz PAP
- 2 grudnia
  - Witold Antoniewski, polski adwokat, działacz samorządu adwokackiego i powstaniec warszawski
  - Dorota Dzierżanowska, polski historyk i dziennikarz
  - Józef Gomoluch, polski piłkarz, zawodnik Ruchu Chorzów, członek reprezentacji narodowej
  - Stefan Lewandowski, polski lekkoatleta, średniodystansowiec, 18-krotny rekordzista i dwukrotny mistrz Polski
  - Władysław Pawelec, polski kompozytor, twórca Mexicany
- 1 grudnia
  - Zayda Peña Arjona, meksykańska piosenkarka
  - ks. Marek Boruc, polski duchowny katolicki, pierwszy moderator krajowy Krucjaty Wyzwolenia Człowieka
  - Ken McGregor, australijski tenisista, zdobywca deblowego Wielkiego Szlema

## listopad 2007
- 30 listopada
  - Seymour Benzer, biolog amerykański, laureat Nagrody Wolfa
  - Ralph Ezell, amerykański gitarzysta basowy, członek formacji Shenandoah
  - Evel Knievel, amerykański kaskader
  - François-Xavier Ortoli, francuski polityk, działacz gospodarczy, w latach 1973–1977 przewodniczący Komisji Europejskiej
  - Edmund Pietrzak, polski finansista, publicysta, dziennikarz, doradca ekonomiczny Prezydenta RP w latach 2002–2005[7]
  - Zygmunt Karol Szymański, polski lotnik, pilot-obserwator 300 Polskiego Dywizjonu Bombowego – Królewskich Sił Lotniczych
  - Henryk Walden, polski specjalista w dziedzinie mechaniki cieczy i gazów
- 29 listopada
  - Henry Hyde, amerykański polityk, kongresmen republikański
  - Andrzej Kern, polski polityk prawicowy, wicemarszałek Sejmu Rzeczypospolitej Polskiej I kadencji, poseł na Sejm PRL X kadencji
  - Bogusław Kuczałek, polski elektrotechnik, autor ponad 20 patentów
  - Bonifacy Łykowski, polski naukowiec, wykładowca akademicki, współautor dwóch podręczników[8]
  - Franciszek Marduła, polski lutnik, nauczyciel, sportowiec, trener, nestor lutnictwa polskiego[9]
  - Roger Smith, amerykański biznesmen, były prezes General Motors
- 28 listopada
  - Tony Holland, brytyjski scenarzysta, twórca serialu EastEnders
  - Stanisław Ilski, polski lekarz, działacz społeczny i publicysta
  - Andrzej Śniecikowski, polski działacz ruchu samorządów pracowniczych, redaktor naczelny miesięcznika Zmiany
  - Gudrun Wagner, współorganizatorka corocznego festiwalu wagnerowskiego w Bayreuth oraz żona jego dyrektora Wolfganga Wagnera
- 27 listopada
  - Barbara Kilar, polska pianistka, żona kompozytora Wojciecha Kilara[10]
  - Eugenia Sariusz-Skorkowska, łączniczka AK i WIN
  - Anna Taras-Zielińska, polski architekt plastyk, malarka
  - Sean Taylor, amerykański futbolista, zawodnik Washington Redskins
- 26 listopada
  - Herb McKenley, jamajski lekkoatleta i sprinter
  - Henryk Solarski, polski uczony, profesor nauk rolniczych byłej Akademii Rolniczo-Technicznej w Olsztynie[11]
  - Stanisław Zarzycki, polski inżynier leśnictwa, działacz Polskiego Towarzystwa Leśnego
- 25 listopada
  - Józef Cichowski, polski działacz samorządowy, prezydent Jaworzna (1982–1990)[12]
  - Kevin DuBrow, amerykański wokalista heavymetalowej formacji Quiet Riot
  - Peter Houghton, Brytyjczyk, najdłuższy, znany medycynie przypadek człowieka który żył ze sztucznym sercem
  - Krystyna Sierocka, polski historyk literatury, wieloletni redaktor Biuletynu Polonistycznego
- 24 listopada
  - Waldemar Domagała, polski architekt, kompozytor, wokalista formacji Homo Homini
  - Jerzy Ofierski, polski aktor, pisarz i dziennikarz, twórca postaci sołtysa Kierdziołka z Chlapkowic z Podwieczorku przy mikrofonie
  - Leokadia Serafinowicz, polska autorka scenografii, twórca i pierwszy dyrektor poznańskiego Teatru Lalki i Aktora „Marcinek”[13]
- 23 listopada
  - Władimir Kriuczkow, radziecki generał armii, polityk, wysoki funkcjonariusz służb specjalnych
  - Óscar Carmelo Sánchez, boliwijski piłkarz, członek reprezentacji narodowej
- 22 listopada
  - Maurice Béjart, słynny francuski tancerz i choreograf, nazywany „choreografem stulecia”
  - Jadwiga Szklarska, polska uczona, doktor nauk rolniczych
- 21 listopada
  - Fernando Fernan-Gomez, hiszpański aktor, reżyser i pisarz
  - Tom Johnson, kanadyjski hokeista, zawodnik ligi NHL, sześciokrotny zdobywca Pucharu Stanleya
  - Tadeusz Przybysz, polski uczony, specjalista biometrii, profesor Akademii Rolniczej w Lublinie[14]
  - Mieczysław Wodyk, polski pedagog, autor podręcznika abc redaktora technicznego
- 20 listopada
  - Stefan Moysa-Rosochacki, polski duchowny i teolog, wykładowca Papieskiego Wydziału Teologicznego Bobolanum w Warszawie
  - Zofia Olszakowska-Glazer, Polka wyróżniona medalem „Sprawiedliwy wśród Narodów Świata”
  - Ian Smith, pierwszy rodowity premier brytyjskiej kolonii Południowej Rodezji
  - John Straffen, brytyjski seryjny morderca, najdłużej odbywający karę więzień w historii Wielkiej Brytanii
  - Czesław Urbański, polski dyplomata, konsul generalny RP w Szanghaju
  - Stanisław Wolfarth, polski farmakolog, kierownik Zakładu Neuropsychofarmakologii PAN w Krakowie
- 19 listopada
  - Aneta Bachmann, polska dziennikarka, korespondentka z Belgii, członek polskiej sekcji Deutsche Welle
  - Anna Czapska, polski architekt, konserwator, historyk i pedagog
  - Wiera Gran, polska aktorka kabaretowa i piosenkarka
  - Magda Szabó, węgierska pisarka, pisząca przede wszystkim kobiece powieści
  - Eugeniusz Wojtiuk, polski kontroler ruchu lotniczego, założyciel Stowarzyszenia Polskich Kontrolerów Ruchu Lotniczego „Polatca”
- 18 listopada
  - Anna Beska, polska malarka, wyróżniona tytułem „Zasłużona dla Miasta Opola”[15]
  - Stanisław Frątczak, polski dyplomata, konsul generalny RP w Kopenhadze, radca ambasady polskiej w Sztokholmie i Hadze
  - Florian Kapała, polski żużlowiec i trener żużlowy[16]
  - Maciej Marczewski, polski trener, działacz sportowy i społeczny
  - Ellen Müller-Preis, austriacka mistrzyni olimpijska w szermierce z 1932 r., dwukrotna brązowa medalistka
  - Marian Zgórniak, polski historyk i prawnik, członek rzeczywisty Polskiej Akademii Umiejętności
- 17 listopada
  - Andrzej Biernat, polski lekkoatleta i trener biegów długodystansowych, pięciokrotny medalista Mistrzostw Polski
  - Józef Lewandowski, polski historyk
  - Anna Menel, polska malarka, współzałożyciela Stowarzyszenia Polskich Malarzy Miniaturzystów
  - Ambroise Noumazalaye polityk kongijski, w latach 1966–1968 premier
  - Wojciech Ratyński, polski fizyk, tłumacz podręczników akademickich, dyrektor Instytutu Problemów Jądrowych
  - Elżbieta Słodkowska, polska bibliotekarka, autorka książek i publikacji naukowych
- 16 listopada
  - Pierre Granier-Deferre, francuski reżyser i scenarzysta[17]
  - Elżbieta Ostrowska, polska pisarka, działaczka na rzecz upamiętnienia roli kobiet w okresie II wojny światowej
- 14 listopada
  - Maria Cytowska, polska badaczka kultury antycznej, filolog klasyczny, tłumaczka i edytor literatury klasycznej
  - Jan Kaczmarek, polski satyryk, autor piosenek, felietonista, jeden z założycieli kabaretu Elita
  - Bud Mills, amerykański perkusista deathmetalowej formacji Insanity
  - Irena Nowakowa, polski socjolog i pedagog, redaktorka „Naszej Księgarni”, między innymi serii Poczytaj mi mamo
  - Władysław Szuszkiewicz, polski kajakarz, brązowy medalista olimpijski z Monachium
- 13 listopada
  - John Doherty, angielski piłkarz, zawodnik Manchesteru United, mistrz kraju z 1956 r.
  - Juliusz Kowalski, polski działacz kulturalny, kurator i aranżer wielu wystaw artystycznych, szef poznańskiej Galerii U Jezuitów
  - Robert Taylor, amerykański sprinter, złoty medalista olimpijski z 1972 r.
- 12 listopada
  - Stanisław Kardaś, polski lekkoatleta, trzykrotny mistrz Polski na dystansie 110 m przez płotki
  - Ira Levin, amerykański pisarz, autor powieści sensacyjnych, sztuk teatralnych i tekstów piosenek
- 11 listopada
  - Edward Romanowski, polski sprinter, rekordzista Europy w sztafecie 4 × 100 m, medalista halowych mistrzostw Europy
  - Mira Rychlicka, polska aktorka, współpracowała z teatrami Cricot 2 i Groteska w Krakowie[18]
  - Delbert Mann, amerykański reżyser filmowy, laureat Oscara
- 10 listopada
  - Augustus Hawkins, amerykański polityk, członek Izby Reprezentantów (1963–1991)[19]
  - Norman Mailer, amerykański powieściopisarz, eseista, dziennikarz, scenarzysta i reżyser filmowy, dwukrotny laureat nagrody Pulitzera
- 9 listopada
  - Luis Herrera Campins, wenezuelski polityk, prezydent w latach 1979–1984
  - Kazimiro Koichiro Sawade, japoński duchowny katolicki, sekretarz episkopatu Japonii oraz kanclerz kurii tokijskiej
- 8 listopada
  - Stephen Fumio Hamao, japoński duchowny katolicki, biskup Jokohamy
  - Jan Mitręga, polski wiceprezes Rady Ministrów, minister górnictwa i energetyki
  - Krystyna Pacek, polska dziennikarka, współzałożyciela TVP2
- 7 listopada
  - Pekka Auvinen, fiński licealista, sprawca masakry w liceum im. Jokela w Tuusula[20]
  - Antoni Grabarczyk, polski działacz opozycji antykomunistycznej, współzałożyciel NSZZ „Solidarność” w Porcie Gdańskim
  - Barbara Weber, polski socjolog, dziennikarz, zastępca redaktora naczelnego miesięcznika Wsi Współczesnej
- 6 listopada
  - Enzo Biagi, włoski dziennikarz i publicysta
  - Hank Thompson, amerykański piosenkarz country
- 5 listopada
  - Nils Liedholm, szwedzki piłkarz i trener piłkarski
  - Władysław Molęcki, polski działacz związkowy, wiceprzewodniczący śląsko-dąbrowskiej „Solidarności”
  - Tadeusz Zimecki, polski prozaik, dziennikarz, reportażysta, autor utworów dla młodzieży
- 3 listopada
  - Wojciech Mazurkiewicz, polski dziennikarz, 26 czerwca 1985 r., poprowadził pierwsze wydanie Teleexpressu
  - Maurice Couve de Murville, brytyjski duchowny katolicki, biskup Birmingham
  - Ryan Shay, amerykański maratończyk, mistrz USA w maratonie w 2003 r.
- 2 listopada
  - Oreste Benzi, włoski duchowny, założyciel Wspólnoty im. Jana XXIII[21]
  - Mirosław Breguła, polski gitarzysta i kompozytor, wokalista zespołu Universe
  - Charmaine Dragun, australijska prezentera telewizyjna związana ze stacją Network Ten
  - st. kpr. Andrzej Filipek, polski żołnierz 3 Brygady Zmechanizowanej z Lublina (uczestnik polskiej misji w Iraku)
  - Witold Kiełtyka ps. Vitek, polski perkusista, członek zespołu Decapitated
  - Igor Moisiejew, rosyjski tancerz i choreograf, założyciel Państwowego Zespołu Tańca Ludowego
  - Wanda Szczuka-Pawłowska, polski choreograf, profesor i wykładowca Akademii Teatralnej w Warszawie
  - Janina Szymańska-Kumaniecka, polska dziennikarka, publicystka, tłumaczka literatury pięknej
  - S.P. Thamilselvan, polityczny przywódca rebeliantów tamilskich na Sri Lance
- 1 listopada
  - Paul Tibbets, amerykański pilot, dowódca samolotu B-29, który zrzucił bombę atomową na Hiroszimę

## październik 2007
- 30 października
  - Wiktor Budzyński, polski producent filmowy, wieloletni dyrektor Wytwórni Filmów Fabularnych w Łodzi
  - Leszek Giec, polski kardiolog, pedagog, autor licznych prac naukowych
  - Robert Goulet, amerykański aktor i piosenkarz
  - Henryk Niewiadomski ps. „Dziad”, polski przestępca podejrzany o ścisłe kierownictwo gangu wołomińskiego
  - Ramiz Mirzajew, azerski działacz sportowy, prezes Federacji Piłkarskiej Azerbejdżanu (AFFA)
  - John Woodruff, amerykański biegacz, złoty medalista w lekkiej atletyce igrzysk olimpijskich w Berlinie w 1936 r.
- 29 października
  - Tadeusz Andersz, polski pilot, generał brygady WP
  - Jan Janczewski, polski operator filmowy
  - Christian d’Oriola, francuski szermierz – florecista
  - Johannes Antonius Josef Schwalke, niemiecki duchowny, wizytator apostolski archidiecezji warmińskiej[22]
  - Andrzej Werner, polski dziennikarz i działacz społeczny
- 28 października
  - Evelyn Knight, amerykańska piosenkarka
  - Józef Stawinoga, polski pustelnik, lokalna atrakcja brytyjskiego miasta Wolverhampton
  - Porter Wagoner, amerykański piosenkarz country, zdobywca nagrody Grammy
- 27 października
  - Władysław Gundlach, polski specjalista od maszyn przepływowych, doktor honoris causa Politechniki Łódzkiej
  - Henk Vredeling, holenderski polityk, minister obrony (1973–1977), komisarz europejski (1977–1981)[23]
- 26 października
  - Nicolae Dobrin, rumuński piłkarz, były zawodnik reprezentacji narodowej
  - Aleksander Fieklisow, rosyjski agent wywiadu (KGB)
  - Arthur Kornberg, amerykański biochemik i lekarz, laureat Nagrody Nobla
  - Halina Martinowa, polska działaczka emigracyjna, kierowniczka Komendy Społecznego Komitetu Antykomunistycznego AK
  - Khun Sa, birmański dowódca rebelianckiej armii Mong Tai i narkotykowy baron
  - Jerzy Pietrkiewicz, polski poeta, pisarz, badacz literatury i tłumacz
  - Mirosław Tucewicz, polski trener lekkiej atletyki i działacz sportowy
- 25 października
  - Puntsagiyn Jasray, mongolski polityk, premier
- 24 października
  - Rodolfo Aicardi, kolumbijski piosenkarz
  - Igor Ballo, słowacki specjalista z zakresu drgań nieliniowych i układów aktywnych redukcji drgań
  - Petr Eben, czeski kompozytor
  - Bronisław Pietruszkiewicz, polski plastyk, profesor Uniwersytetu Mikołaja Kopernika w Toruniu
  - Leopold Raznowiecki, polski wojskowy, gen. brygady LWP, szef Wojsk Inżynieryjnych MON
  - Stefan Witkowski, polski szachista, dziennikarz i działacz szachowy
- 23 października
  - Anna Baranowska, uczestniczka pierwszej polskiej edycji reality-show „Big Brother”
  - Zygmunt Janczewski, polski androlog, pierwszy przewodniczący Sekcji Andrologii Polskiego Towarzystwa Ginekologicznego
  - Ewa Kołogórska-Gacowa, polska aktorka
  - Jan Krok-Paszkowski, polski pisarz, publicysta, szef Polskiej Sekcji BBC, pracownik Rozgłośni Polskiej Radia Wolna Europa
  - Edmund Sarna, polski trener lekkiej atletyki
  - Bogusław Śmiechowski, polski pedagog, współtwórca Olimpiady Artystycznej
  - Marek Werner, polski działacz kombatancki, harcmistrz ZHP, szef Wojskowej Inspekcji Sanitarnej
- 22 października
  - Bożydar Bibrowicz, polski społecznik, prezes gorzowskiego Nowego Towarzystwa Upiększania Miasta.
  - Eve Curie Labouisse, francuska pisarka i dziennikarka, córka Marii i Pierre’a Curie
  - Juliusz Głodek, polski geolog
  - Barbara Śródka-Makówka, polski kostiumograf filmowy
- 21 października
  - Ryszard Frelek, polski pisarz, scenarzysta filmowy, poseł na Sejm PRL-u, ambasador Polski przy ONZ
  - Lance Hahn, amerykański muzyk punkowy, członek formacji J Church
  - R.B. Kitaj, brytyjski artysta pop-artowy
  - Rajmund Kuczma, polski historyk i muzealnik
  - Beata Janina Piekut, polska zakonnica, wicepostulator w procesie kanonizacyjnym Faustyny Kowalskiej[24]
- 20 października
  - Stanisław Latour, polski architekt i konserwator zabytków
  - Paul Raven, brytyjski gitarzysta basowy (Ministry, Killing Joke, Prong, Godflesh)
- 19 października
  - Mieczysław Rasiej, działacz polonijny, Prezes Stowarzyszenia Wspólnot Polskich we Włoszech
  - Agnieszka Sokołowska, polska dziennikarka, redaktor naczelna czasopisma Bukiety
  - Jan Wolkers, holenderski pisarz i rzeźbiarz
- 18 października
  - Lucky Dube, południowoafrykański muzyk reggae
  - Wiktor Grajewski, izraelski dziennikarz, który doprowadził do ujawnienia referatu Nikity Chruszczowa o zbrodniach stalinizmu
  - Bohdan Kempiński, polski inżynier elektryk, pamiętnikarz
  - Krzysztof Nowiński, polski archeolog, twórca i wieloletni redaktor naczelny miesięcznika Spotkania z zabytkami
- 17 października
  - Joey Bishop, amerykański artysta, członek nieformalnej grupy piosenkarzy i aktorów znanej jako Rat Pack
  - Teresa Brewer, amerykańska wokalistka jazzowa
  - Augustyn Jakubowski, polski specjalista w dziedzinie chemii lipidów i technologii przemysłu olejarskiego
  - Marian Kaczyński, polski archeolog, znawca kultury ludów bałtyckich
  - Maria Kwaśniewska, polska oszczepniczka, medalistka olimpijska
  - Mieczysław Niepokólczycki, polski fotogrametra i geodeta
  - Marie-France Skuncke, francuska tłumaczka, współzałożyciela Światowego Zrzeszenia Tłumaczy Konferencyjnych
  - Robert A. Young, amerykański polityk, członek Izby Reprezentantów (1977-1987)[25]
- 16 października
  - Rosalio José Castillo Lara, wenezuelski duchowny katolicki, wysoki urzędnik Kurii, kardynał
  - Ignacy Jeż, polski duchowny katolicki, biskup pomocniczy gorzowski, biskup senior koszalińsko-kołobrzeski
  - Deborah Kerr, szkocka aktorka
  - Jerzy Markuszewski, polski reżyser teatralny i aktor
  - Jan Pańczyk, polski pedagog, autor prac teoretycznych i badawczych w zakresie pedagogiki specjalnej
  - Stefania Paszkowska, polska działaczka sportowa, pilot rajdowy, sędzia sportu samochodowego
  - Toše Proeski, macedoński piosenkarz
  - Barbara West Dainton, jedna z ostatnich żyjących ofiar katastrofy transatlantyku Titanic
- 15 października
  - Jan Kaszuba, działacz polonijny, prezes Zarządu Głównego Kongresu Polonii Kanadyjskiej
- 14 października
  - Big Moe, amerykański raper
  - Barbara Lasocka-Pszoniak, polski pedagog, autorka publikacji naukowych z zakresu historii teatru
  - Anna Lasoń, polska pianistka, nauczycielka Państwowej Szkoły Muzycznej w Bytomiu, żona kompozytora Aleksandra Lasonia
- 13 października
  - Bob Denard, francuski pułkownik, żołnierz i najemnik
  - Andrée de Jongh, belgijska bojowniczka ruchu oporu
  - Krzysztof Rutkowski, polski piłkarz, były zawodnik Lecha Poznań
  - Alec Kessler, amerykański koszykarz (ur. 1967)
- 12 października
  - Lonny Chapman, amerykański aktor
  - Anna Krepsztul, litewska malarka
  - Edward Narkiewicz, polski malarz
  - Ryszard Sobkowski, polski dziennikarz komputerowy, współpracownik serwisu PCLab.pl
  - Soe Win, wojskowy i polityk birmański, wysoki funkcjonariusz junty, premier
- 11 października
  - Śri Chinmoy Kumar Ghose, indyjski poeta, pisarz, malarz, założyciel Światowego Komitetu Pokoju
- 10 października
  - Ambrose De Paoli, australijski arcybiskup, nuncjusz apostolski
  - Karol Sabath, polski biolog, paleontolog, jeden z najbardziej aktywnych w Polsce krytyków kreacjonizmu
  - Alina Skirgiełło, polski biolog, pedagog, specjalista w zakresie botaniki i mykologii
- 8 października
  - Tadeusz Chojko, polski żołnierz podziemia, członek Szarych Szeregów
  - Urszula Hałacińska-Makarczyńska, polska aktorka, w latach 1976–1988 współpracowała z Teatrem Polskim
  - ks. Zdzisław Peszkowski, polski duchowny katolicki, kapelan „Rodzin Katyńskich”, kandydat do Pokojowej Nagrody Nobla
  - Andrzej Zagórski (ur. 1926), polski historyk, żołnierz Armii Krajowej ps. „Mścisław”
- 7 października
  - Norifumi Abe, japoński motocyklista
  - Jan Celek, polski wojskowy, generał brygady WP, publicysta
  - Luciana Frassati-Gawrońska, włoska działaczka konspiracyjna i społeczna, siostra błogosławionego Pier Giorgio Frassatiego
  - Adam Kapica, były wiceprezes Zakładu Ubezpieczeń Społecznych, dyrektor BGŻ, wykładowca Wojskowej Akademii Technicznej
  - Tadeusz Zagrodzki, polski architekt, historyk architektury i urbanistyki, profesor Katolickiego Uniwersytetu Lubelskiego
- 6 października
  - Elżbieta Janowska, polski gleboznawca, wykładowca akademicki, redaktor naczelny czasopisma Roczniki Gleboznawcze
  - Maciej Mroczkowski, polski entomolog, inicjator monograficznej syntezy faunistycznej chrząszczy Polski
  - Jerzy Wadowski, polski podróżnik, publicysta, redaktor Zachodniej Agencji Prasowej oraz miesięcznika Morze
- 5 października
  - Walter Kempowski, niemiecki pisarz
  - Władysław Kopaliński, polski leksykograf, tłumacz i wydawca, uznany twórca najpopularniejszych słowników
  - Justin Tuveri, jeden z ostatnich włoskich weteranów I wojny światowej
- 4 października
  - Teodor Liese, polski skrzypek, żołnierz podziemia w czasie II wojny światowej
- 3 października
  - Tony Ryan, irlandzki multimilioner, twórca irlandzkich linii lotniczych Ryanair
  - ppor. Bartosz Orzechowski, funkcjonariusz Biura Ochrony Rządu
- 2 października
  - Tadeusz Kowalak, polski specjalista w zakresie spółdzielczości i współczesnych problemów polityki społecznej
  - Leon Majman, polski dyplomata
  - Feliks Matyjaszkiewicz, polski scenograf
  - Janusz Rzeszewski, polski reżyser i realizator telewizyjny
- 1 października
  - Jerzy Wojciech Grochowski, polski chemik, żołnierz AK
  - Jan Malewski, polski psychoanalityk, członek honorowy Polskiego Towarzystwa Psychoanalitycznego
  - Walentyna Markowska-Gałach, polski adwokat, w czasie stanu wojennego obrońca w procesach represjonowanych nauczycieli
  - Al Oerter, amerykański lekkoatleta, czterokrotny mistrz olimpijski w rzucie dyskiem
  - Tetsuo Okamoto, pierwszy brazylijski medalista olimpijski w pływaniu
  - Jerzy Szadkowski, polski specjalista w zakresie budowy i eksploracji maszyn

## wrzesień 2007
- 30 września
  - Tadeusz Dymek, polski działacz partyjny i nauczyciel, prezydent Rudy Śląskiej (1973–1977) i Sosnowca (1977–1978)[26]
  - Milan Jelić, polityk serbski w Bośni i Hercegowinie, od 2006 prezydent Republiki Serbskiej
  - Joanna Jolanta Millerowa, wdowa po poecie i krytyku literackim Janie Nepomucenie Millerze
  - Oswald Ungers, niemiecki architekt współczesny
- 29 września
  - Lois Maxwell, kanadyjska aktorka
  - Gyula Zsivótzky, węgierski lekkoatleta mistrz i wicemistrz olimpijski w rzucie młotem
- 28 września
  - Andrzej Bieniasz, polski aktor
  - René Desmaison, francuski alpinista
  - Stanisław Komorowski, polski geograf
  - Adam Kozłowiecki, polski duchowny katolicki, jezuita, misjonarz działający głównie w Zambii, arcybiskup Lusaki, kardynał
  - Martin Manulis, amerykański producent filmowy, sześciokrotny zdobywca nagrody Emmy
  - Katarzyna Skawina, polska aktorka
  - Wiesław Szafrański, polski wykładowca akademicki, inżynier mechanik, autor publikacji naukowych
- 27 września
  - Sławomir Gburczyk, polski ekonomista
  - Nagai Kenji, japoński dziennikarz, pierwsza zagraniczna ofiara Szafranowej rewolucji
  - Jacek F. Mączyński, polski matematyk i cybernetyk
- 26 września
  - Stanislav Andreski (Stanisław Andrzejewski), polski socjolog pracujący w Wielkiej Brytanii
  - Augustyn Chadam, polski duchowny katolicki, bernardyn
  - Erich Habitzl, austriacki piłkarz, były członek reprezentacji narodowej
  - Darcy Robinson, włoski hokeista
- 25 września
  - Hajdar Abd asz-Szafi, palestyński dyplomata, negocjator na konferencji pokojowej w Madrycie w 1991 r.
  - Jadwiga Strzelecka, Polka wyróżniona medalem „Sprawiedliwy wśród Narodów Świata”
  - Abu Osama al-Tunisi, tunezyjski terrorysta, dowódca grup powiązanej z Al-Ka’idą
- 24 września
  - Kurt Julius Goldstein, niemiecki dziennikarz, honorowy prezydent Międzynarodowego Komitetu Oświęcimskiego (MKO)[27]
  - André Gorz, francuski filozof i dziennikarz.
  - Maciej Ostrowski, polski chemik, działacz turystyczny środowiska warszawskiego[28]
- 23 września
  - Ken Danby, kanadyjski artysta
  - Charles B. Griffith, amerykański scenarzysta, reżyser i aktor (ur. 1930)
  - Wojciech Nowotny, polski dziennikarz, instruktor GK ZHP, dyrektor programowy Rozgłośni Harcerskiej w latach 1992–2000
  - Julian Rataj, polski działacz ludowy i oświatowy, pułkownik WP, ostatni żołnierz Pułku Strzelców Kaniowskich
  - Krzysztof Surlit, polski piłkarz
- 22 września
  - Edmund Cieślak, polski historyk, twórca i wieloletni kierownik Zakładu Historii Gdańska Instytutu Historii PAN
  - Stanisław Janiak, polski działacz partyjny, wicewojewoda płocki (1980–1987)[29]
  - Zbigniew Lilpop, polski specjalista w zakresie komunikacji miejskiej
  - Marcel Marceau, francuski mim
  - Władysław Nowakowski, polski lekarz, pułkownik WP, autor licznych prac naukowych
  - Paweł Szcześniak, polski rzeźbiarz
  - Muhammad Warka, przywódca światowej wspólnoty bahaitów
- 21 września
  - Hallgeir Brenden, norweski sportowiec
  - Jan Galuba, polski dziennikarz, publicysta, reporter i krytyk muzyczny
  - Alice Ghostley, amerykańska aktorka
  - Ian Gilmour, 3. baron Gilmour of Craigmillar, brytyjski arystokrata i polityk
  - Milan Lukeš, czeski polityk, minister kultury
  - Petar Stambolić, jugosłowiański polityk, prezydent
- 20 września
  - Mahlon Clark, amerykański klarnecista
  - szejk Amdżad al-Dżanabi, iracki działacz szyicki, jeden z najbliższych współpracowników i doradców ajatollaha Alego as-Sistaniego
  - szejk Ahmed Abdul Karim, iracki działacz szyicki, jeden z najbliższych współpracowników i doradców ajatollaha Alego as-Sistaniego
  - Jerzy Kuberski, polski polityk, minister, dyplomata, ambasador PRL-u przy Watykanie w latach 1989–1990
  - Ryszard S. Michalski, polski informatyk, członek zagraniczny PAN
  - Anna Sudlitz, polska dziennikarka, współpracownik Radia „Solidarność”
  - Mieczysław Warmus, polski matematyk
- 19 września
  - Antoine Ghanem, libański parlamentarzysta antysyryjski z ramienia prawicowej partii chrześcijańskiej Falanga Libańska
  - Medart Kaznowski, polski dziennikarz wojskowy, wieloletni redaktor tygodnika Przyjaźń, major WP
  - Janusz Klekowski, polski wiolonczelista, współpracownik KOR-u, współzałożyciel i spiker Radia „Solidarność”
  - Vlatko Pavletić, chorwacki, polityk, tymczasowy prezydent
- 18 września
  - Aleksander Dobicki, polski zootechnik, wiceprezes Polskiego Związku Hodowców i Producentów Bydła Mięsnego
  - Kazimierz Puczyński, polski inżynier budownictwa wodnego, redaktor Gospodarki Wodnej
- 17 września
  - Kazimierz Augustowski, polski żołnierz, Komendant Bazy Okręgu Wileńskiego i Nowogrodzkiego przy Komendzie Głównej AK
  - Rappani Chaliłow, dagestański bojownik, generał brygady, komendant Frontu Dagestańskiego, oskarżany przez Rosjan o terroryzm
  - Stefan Kozłowski, polski geolog, polityk, minister środowiska w rządzie Jana Olszewskiego
  - Nabi Nabijew, azerski bojownik, zastępca komendanta Frontu Dagestańskiego, oskarżany przez Rosjan o terroryzm
- 16 września
  - 88 ofiar katastrofy lotu One-Two-GO Airlines 269
  - Stanisław Biskupski, polski pisarz, korespondent wojenny
  - Robert Jordan, amerykański powieściopisarz fantasy, autor m.in. cyklu Koło Czasu
- 15 września
  - Marie-Simone Capony, najstarsza Francuzka
  - Lucjan Guzowski, żołnierz AK zgrupowania „Kiliński”, w czasie powstania warszawskiego uczestnik obrony PWPW
  - Generoso Jiménez, kubański puzonista jazzowy
  - Colin McRae, brytyjski rajdowiec, były mistrz świata w rajdach samochodowych
  - Aldemaro Romero, wenezuelski muzyk
  - Brett Somers, kanadyjska i amerykańska aktorka
- 14 września
  - Maria Hensel, polski etnograf, pracownik Instytutu Kultury Materialnej PAN, żona Witolda, matka Zdzisława Hensla
  - Jacques Martin, francuski satyryk i humorysta telewizyjny, były mąż Cecilii Sarkozy
  - Stanisław Leszek Olszewski, polski działacz społeczny
  - Benny Vansteelant, belgijski sportowiec
- 13 września
  - Marian Pachan, polski fizyk
  - Zdzisław Pucek, polski zoolog, wieloletni dyrektor Zakładu Badania Ssaków PAN w Białowieży
  - szejk Abd as-Sattar Abu Risza, czołowy przywódca plemienny arabskich sunnitów w Iraku
  - Janusz Szczepanek, kierownik gł. Komisji Instruktorów Zjazdowych w ramach Wydziału Sportu Młodzieżowego i Kształcenia Kadr PZN
- 12 września
  - Bobby Byrd, amerykański wokalista soul, wieloletni przyjaciel i współpracownik Jamesa Browna
  - Janina Żydanowicz, polski architekt i malarka
- 11 września
  - Stefan Janusiewicz, polski dziennikarz, naczelny Głosu Szczecińskiego i szczecińskiego oddziału Telewizji Polskiej
  - Ian Porterfield, szkocki trener piłkarski, selekcjoner reprezentacji Armenii
  - Adam Tokarz, polski historyk, kustosz BUW, autor monografii Szkice i materiały z dziejów „Miecza i Pługa”
  - Bogdan Wnętrzewski, polski architekt, jeden z pierwszych więźniów obozu koncentracyjnego Auschwitz (nr. obozowy 40)
  - Joe Zawinul, austriacki pianista jazzowy
- 10 września
  - Anita Roddick, założycielka sieci sklepów z kosmetykami The Body Shop
  - Ted Stepien, współtwórca systemu wyboru koszykarzy w drafcie do ligi NBA
  - Jane Wyman, amerykańska aktorka, laureatka Oscara, pierwsza żona Ronalda Reagana
- 9 września
  - Han Dingxiang, chiński biskup kościoła podziemnego, deklarujący otwarcie lojalność wobec papieża i Watykanu
  - Henelna Jodłowska-Dolińska, córka generała brygady WP II RP, dowódcy 7 brygady Jazdy Tatarskiej Aleksandra Romanowicza
  - Stefan Kukliński, polski piłkarz, przedwojenny zawodnik Robotniczego Klubu Sportowego Skra-Warszawa
  - Helmut Senekowitsch, austriacki piłkarz i trener, selekcjoner reprezencacji Austrii w piłce nożnej
  - Roman Smolik, polski lekarz internista, doktor honoris causa Akademii Medycznej w Lublinie
  - Hughie Thomasson, amerykański gitarzysta, członek formacji The Outlaws
  - Wasyl Kuk, ukraiński działacz niepodległościowy, ostatni dowódca Ukraińskiej Powstańczej Armii
- 8 września
  - Nicholas Bethell, brytyjski polityk, tłumacz i pisarz, członek Izby Lordów i eurodeputowany[30]
  - Musa Mutijew, czeczeński mudżahedin, bojownik o niepodległość, według rosyjskiego wywiadu był „amirem Groznego”
- 7 września
  - John Compton, polityk i premier Saint Lucia
  - Jan Ignaczak, polski dziennikarz, naczelny „Żołnierza Polskiego”, „Żołnierza Wolności” i Wydawnictwa MON
  - Jan Kugler, polski tenisista stołowy, trener kadry narodowej
  - Jerzy Siciarek, polski żołnierz, współorganizator tajnych drukarni Wojskowych Zakładów Wydawniczych Komendy Głównej ZWZ-AK
  - Mark Jakowlewicz Weil, uzbekistański dyrektor teatru
- 6 września
  - Madeleine L’Engle, amerykańska pisarka dla dzieci
  - Martin Čech, czeski hokeista
  - Luciano Pavarotti, włoski śpiewak operowy
- 5 września
  - Jennifer Blackburn Dunn, polityk amerykański
  - Paul Eugene Gillmor, polityk amerykański
  - James Kennedy, amerykański pastor kościoła prezbiteriańskiego, założyciel organizacji ewangelizacyjnej Coral Ridge Ministries
  - Hubert Pala, polski piłkarz, reprezentant, olimpijczyk
- 4 września
  - Marian Mieszkowski, polski specjalista w zakresie ciepłownictwa, wykładowca akademicki
  - Katalin Néray, węgierska historyczka sztuki, dyrektor Muzeum Sztuki Współczestnej-Muzeum Ludwika w Budapeszcie
  - Walter Montagu-Douglas-Scott, 9. książę Buccleuch, brytyjski arystokrata
- 3 września
  - Abu Mohammed al-Aafri, bojownik Al-Ka’idy w Iraku, organizator zamachu w Kahtaniji, gdzie zginęło ponad czterystu jezydów
  - Jeffrey Albrecht, amerykański klawiszowiec zespołu New Bohemians
  - Barbara Filarska, polski archeolog i historyk sztuki, wykładowca Katolickiego Uniwersytetu Lubelskiego
  - Janis Martin, amerykańska piosenkarka rockabilly i country
  - Jane Tomlinson, brytyjska lekkoatletka
  - Jeffrey Albrecht, amerykański klawiszowiec
- 2 września
  - Max Douglas McNab, kanadyjski hokeista
  - Feliks Milgrom, polski lekarz, dyrektor Instytutu Immunologii i Terapii Doświadczalnej PAN we Wrocławiu, uczeń Ludwika Hirszfelda
- 1 września
  - Halina Centkiewicz-Michalska, polska malarka, wykładowca warszawskiej ASP
  - Ferdynand Kostrzyński, polski żołnierz podziemia, członek PN, założyciel Stowarzyszenia Stolarzy Polskich
  - Witold Leszczyński, polski reżyser, scenarzysta i operator filmowy
  - Lech Marchelewski, polski pilot szybowcowy i samolotowy, dyrektor Aeroklubu Ziemi Lubuskiej, założyciel zespołu AZL Żelazny
  - Viliam Schrojf, słowacki piłkarz

## sierpień 2007
- 31 sierpnia
  - Włodzimierz Brus, polski ekonomista
  - Jerzy Kumelowski, polski architekt, autor projektów wielu osiedli mieszkaniowych
  - Jan Strzelczyk, polski trener siatkarski
- 30 sierpnia
  - mułła Beradar, członek rady kierowniczej i jeden z najważniejszych dowódców afgańskich talibów
  - José Luis de Vilallonga, hiszpański aktor i dziennikarz
- 29 sierpnia
  - Pierre Messmer, polityk francuski, premier (1972–1974)
  - Mieczysława Miklaszewska, polski dermatolog, wykładowca akademicki
- 28 sierpnia
  - Galina Dżugaszwili, córka rosyjskiego wojskowego Jakowa Dżugaszwili, wnuczka Józefa Stalina
  - Jacek Jureczko, polski działacz społeczny, założyciel Katolickiego Serwisu Apologetycznego[31]
  - Hilly Kristal, założyciel i wieloletni szef nowojorskiego klubu CBGB
  - Antonio Puerta, piłkarz hiszpański
  - Francisco Umbral, hiszpański pisarz
  - Miyoshi Umeki, japońska aktorka, pierwsza Azjatka, która otrzymała Oscara
- 27 sierpnia
  - Nikos Filaretos, grecki działacz światowego ruchu olimpijskiego, członek honorowy Międzynarodowego Komitetu Olimpijskiego
  - Tadeusz Grzesło, polski pedagog, harcmistrz ZHP, honorowy obywatel Fromborka
- 26 sierpnia
  - Gaston Thorn, polityk luksemburski, premier, przewodniczący EWG
- 25 sierpnia
  - Raymond Barre, francuski ekonomista, polityk, premier Francji (1976–1981)
  - Conrad Drzewiecki, polski tancerz i choreograf
  - Edouard Gagnon, kanadyjski kardynał
  - Ryszard Hrycyk, polski dziennikarz, redaktor graficzny „Związkowego Przeglądu Policyjnego”, a wcześniej grafik „Gazety Policyjnej”
  - Jan Nowak, polski trener lekkoatletyki, członek sztabu trenerskiego reprezentacji Polski koszykarek
- 24 sierpnia
  - Abdul Rahman Arif, iracki polityk, prezydent
  - Rustan Basajew, czeczeński komendant polowy, bojownik o niepodległość
- 23 sierpnia
  - Adam Strug (publicysta), polski pisarz i publicysta, żołnierz AK, działacz opozycji antykomunistycznej, burmistrz Józefowa
  - Beata Utracka-Hutka, polski lekarz onkologii, członkini wielu krajowych i zagranicznych grup badawczych
- 22 sierpnia
  - Jacek Chmielnik, polski aktor
  - Grace Paley, amerykańska pisarka, poetka i działaczka pacyfistyczna
  - Maria Rotwand, polska malarka
  - Dušan Třeštík, czeski historyk i publicysta
- 21 sierpnia
  - Rose Bampton, amerykańska śpiewaczka operowa
- 20 sierpnia
  - Mohammed Ali al-Hassani, gubernator irackiej prowincji al-Musanna, członek ugrupowania Najwyższa Islamska Rada Iraku (SIIC)
  - Leona Helmsley, amerykańska miliarderka
  - Heinz Schneider, niemiecki tenisista stołowy
- 19 sierpnia
  - Marek Kijewski, polski rzeźbiarz
  - Mira Michałowska, polska pisarka, tłumaczka i dziennikarka
- 18 sierpnia
  - Zofia Jurakowska-Nowicka, polska artystka grafik, prawnuczka Tytusa Chałubińskiego
  - Magdalen Nabb, brytyjska pisarka
- 17 sierpnia
  - Max Hodge, amerykański scenarzysta
  - Eddie Griffin, amerykański koszykarz NBA
- 16 sierpnia
  - Jeroen Boere, holenderski piłkarz, były napastnik zespołu angielskiej Premier League – West Ham United
  - Bogdan Czaykowski, polski poeta, krytyk literacki, tłumacz, profesor emeritus Uniwersytetu British Columbia
  - Max Roach, amerykański perkusista, jeden z największych twórców nowoczesnego jazzu
  - Donald Ransom Whitney, amerykański statystyk i matematyk
- 15 sierpnia
  - 540 ofiar trzęsienia ziemi w Peru o sile 7,7 w skali Richtera
  - Kazimierz Dębicki-Wojtek, polski aktor
  - Tadeusz Wąsowski, polski żołnierz podziemia, podpułkownik WP, ostatni żyjący oficer Batalionu „Chrobry I”, dowódca plutonu
  - Jerzy Zimowski, były poseł na sejm RP i wiceminister MSWiA
- 14 sierpnia
  - Robert Todd Williams, przyrodni brat Robina Williamsa, producent win i współzałożyciel kalifornijskiej firmy Toad Hollow Vineyards.
  - Bogdan Judziński, polski specjalista w zakresie rynku rolnego, założycieli i wieloletni prezydent Izby Zbożowo-Paszowej
  - Łukasz Kurowski, podporucznik WP, pierwszy polski żołnierz, który zginął podczas misji afgańskiej
  - Sergio Vantaggiato, włoski dziennikarz sportowy
- 13 sierpnia
  - Brooke Astor, amerykańska działaczka filantropijna
  - Yone Minagawa, japońska rekordzistka długowieczności, najstarsza osoba na świecie według Księgi rekordów Guinnessa
- 12 sierpnia
  - Zdzisław Fedorowicz, polski finansista, były wiceprezes NBP i Komisji Planowania przy Radzie Ministrów, ekspert ONZ
  - Merv Griffin, amerykański aktor, piosenkarz, pianista impresario, osobowość telewizyjna. Twórca teleturnieju „Koło Fortuny”
  - Tadeusz Pyszkowski, polski dziennikarz sportowy
  - Wojciech Sieciński, polski scenograf i pedagog
  - Wojciech Wiewiorowski, polski płetwonurek, uczestnik wielu wypraw naukowo-badawczych i archeologicznych
- 11 sierpnia
  - Mahad Ahmed Elmi, somalijski dziennikarz, dyrektor radia Capital Voice
  - Stanisław Kostarski, polski dyplomata, kierownik działu zagranicznego i korespondent paryski „Życia Warszawy”
  - Ali Iman Sharmarke, właściciel grupy mediowej Horn of Africa i założyciel pierwszego niezależnego radia w Somalii
  - Marian Wiśniowski, polski aktor i pedagog
  - Lluis Maria Xirinacs, hiszpański duchowny katolicki i senator kataloński
- 10 sierpnia
  - Szczepan Bukowski, polski działacz sportowy
  - Władysław Janiszewski, major WP, inicjator i współzałożyciel Fundacji na rzecz Tradycji Jazdy Konnej
  - Joe O’Donnell, amerykański fotograf
  - Tony Wilson, brytyjski impresario muzyczny i prezenter radiowy
  - Adam Zawartka, polski działacz społeczny, kulturalny i polityczny
- 9 sierpnia
  - Tadeusz Krupiński, polski antropolog
  - Jacek Mackiewicz, polski żołnierz podziemia, dowódca II Plutonu Oddziału Osłony Kwatery Okręgu Warszawa AK
  - Ulrich Plenzdorf, niemiecki pisarz
- 8 sierpnia
  - Andrzej Samuel Kostrowicki, polski geograf
  - Melville Shavelson, amerykański scenarzysta, reżyser i producent, dwukrotnie nominowany do Oscara
- 7 sierpnia
  - Kazimierz Fugiel, polski działacz opozycji antykomunistycznej, organizator strajków w Nowej Hucie
  - Stanisław Jasiewicz, polski archeolog, muzeolog, konserwator zabytków i rzeźbiarz
  - Danuta Lechowska-Olton, pracownik Działu Literackiego Programu 1 Polskiego Radia, członek redakcji słuchowiska „Matysiakowie”
  - Ludwik Maciąg, polski malarz i pedagog
  - Miklós Páncsics, węgierski piłkarz
  - Sławomir „Ponton” Przybylski, polski wokalista, członek jednej z pierwszych polskich formacji reggae, Rokosz
  - Ireneusz Wiśniewski, polski tancerz i baletmistrz[32]
  - Jerzy Wysocki, polski działacz rynku finansowego, założyciel i były prezes Polskiej Izby Ubezpieczeń[33]
- 6 sierpnia
  - Paul Rutherford, brytyjski puzonista
- 5 sierpnia
  - Oliver Hill, amerykański działacz na rzecz praw obywatelskich, prawnik
  - Jean-Marie Lustiger, francuski duchowny katolicki, kardynał, b. arcybiskup Paryża
  - Amos Manor, izraelski polityk, b. dyrektor Shin Bet
- 4 sierpnia
  - Lee Hazlewood, amerykański producent, autor tekstów i piosenkarz
  - Raul Hilberg, amerykański historyk, badacz zagadnień związanych z Holocaustem
  - Witold Hryniewski, polski działacz kombatancki, społeczny i sportowy
  - Jerzy Turczynowicz, polski projektant konstrukcji żelbetowych
  - Julian Radziewicz, polski pedagog, specjalista w zakresie zastosowania dialogu pedagogicznego w praktyce
- 3 sierpnia
  - John Gardner, brytyjski pisarz
- 2 sierpnia
  - Kafeel Ahmed, indyjski zamachowiec
- 1 sierpnia
  - Siergiej Antonow, oskarżony o zorganizowanie zamachu na papieża Jana Pawła II w 1981 r.
  - Ryan Cox, południowoafrykański kolarz
  - Veikko Karvonen, fiński biegacz
  - Olena Kasprowicz, komendantka Wojskowej Służby Kobiet w II Batalionie Pancernym AK „Golski”
  - Ewa Mazanek, polska specjalistka i autorka publikacji z zakresu rehabilitacji dzieci i młodzieży z mózgowym porażeniem dziecięcym

## lipiec 2007
- 31 lipca
  - Michał Milczarek, polski aktor i reżyser związany z Państwowym Teatrem Lalka Tęcza w Słupsku[34]
  - Witold Uziębło, polski inżynier budownictwa, pierwszy naczelny dyrektor WPKS i UP „Mostostal”
  - Franciszek Wesołowski, polski kompozytor, teoretyk muzyki i pedagog
- 30 lipca
  - Ali Meszkini, irański duchowny, przewodniczący Zgromadzenia Ekspertów
  - Michelangelo Antonioni, włoski reżyser filmowy
  - Giuseppe Baldo, włoski piłkarz, złoty medalista olimpijski w 1936
  - Ingmar Bergman, szwedzki reżyser uważany za jedną z najważniejszych postaci w historii kina
  - Stanisław Konarski, polski historyk, varsavianista, wicedyrektor Muzeum Historycznego m.st. Warszawy
  - Teoktyst, prawosławny patriarcha Rumunii
- 29 lipca
  - Aleksandar Gigovic, przyjmujący drugiej reprezentacji Serbii siatkarzy
  - Stefania Bachman, polski technolog żywności, Honorowa Mieszkanka Miasta Łodzi
  - Art Davis, amerykański basista jazzowy
  - Chris Schwarz, angielski fotoreporter, twórca i dyrektor Muzeum Galicja w Krakowie[35]
  - Michel Serrault, francuski aktor, nakręcił 135 filmów i 3 razy został uhonorowany Cezarem
- 28 lipca
  - Józef Grabowicz, polski publicysta i działacz społeczny
  - Witold Sobotkowski, polski ekspert w zakresie energetyki, szachista
- 27 lipca
  - Janusz Dunin-Horkawicz, polski bibliotekoznawca, bibliofil, pisarz i publicysta
  - Ryszard Karłowicz, polski architekt i urbanista
  - James Oyebola, brytyjski bokser wagi ciężkiej
- 26 lipca
  - John Turner, amerykański perkusista bluesowy
- 25 lipca
  - Jan Chodorowski, polski materiałoznawca, profesor Wydziału Inżynierii Materiałowej Politechniki Warszawskiej
  - Jesse Marunde, amerykański zawodnik Strong Man
- 24 lipca
  - Abdullah Mehsud, pakistański terrorysta, islamski radykał, lider protalibańskiej grupy, były więzień Guantanamo
  - Mirosław Nahacz, polski pisarz
- 23 lipca
  - Mike Coolbaugh, trener jednej z drużyn, niższej ligi baseballowej w Stanach Zjednoczonych
  - Ernst Otto Fischer, niemiecki chemik, laureat Nagrody Nobla
  - Maria Strzembosz, harcerka, wdowa po prof. Tomaszu Strzemboszu, siostra Alka Dawidowskiego[36]
  - George Tabori, węgierski dramatopisarz i reżyser teatralny
  - Mohammad Zahir Szach, król Afganistanu w latach 1933–1973
- 22 lipca
  - 26 ofiar wypadku polskiego autokaru w pobliżu Grenoble we Francji
  - Witold Bublewski, harcmistrz, pionier harcerskich drużyn żeglarskich w Polsce
  - Krystyna Dobosiewicz, polska lekarka specjalizująca się w ortopedii, traumatolożka, specjalistka w zakresie rehabilitacji
  - Laszlo Kovacs, węgierski operator filmowy
  - Ulrich Mühe, niemiecki aktor
  - Jean Stablinski, francuski kolarz, mistrz świata z 1962 r.
  - Feliks Wolski, Polak wyróżniony medalem „Sprawiedliwy wśród Narodów Świata”
- 21 lipca
  - Don Arden, ojciec Sharon Osbourne i były menedżer zespołu Black Sabbath
  - Helena Reklewska, polska aktorka
- 20 lipca
  - Ollie Bridewell, angielski motocyklista
  - Mieczysława Sekrecka, romanistka polska, profesor Katolickiego Uniwersytetu Lubelskiego
- 19 lipca
  - Adam Stec, polski specjalista w zakresie chorób wewnętrznych zwierząt, autor publikacji naukowych
- 18 lipca
  - Jerry Hadley, amerykański tenor
  - Zygmunt Jarosz, polski generał pożarnictwa, były Komendant Główny Straży Pożarnej
  - Kazimierz Jaworski, polski ekspert w zakresie budownictwa
  - Kenji Miyamoto, japoński polityk komunistyczny
- 17 lipca
  - 186 ofiar katastrofy lotu 3054 TAM Linhas Aéreas
  - Adolf Derentowicz, polski inżynier budownictwa, wielokrotny reprezentant Polski w pływaniu i piłce wodnej
  - Cezaria Iljin-Szymańska, polski architekt
  - Bill Perry, amerykański gitarzysta bluesowy
- 16 lipca
  - Michaił Kononow, rosyjski aktor
  - Dmitrij Prigow, rosyjski poeta, rzeźbiarz i performer
  - Stanisław Radwan, polski biolog, długoletni Prezes i członek honorowy Polskiego Towarzystwa Hydrobiologicznego
  - Anna Rybczyńska, polska żeglarka i autorka książek
- 15 lipca
  - Waldemar Gorzkowski, polski fizyk
  - Kelly Johnson, gitarzystka brytyjskiej formacji Girlschool
  - Henryk Konopacki, polski chemik i polityk, w latach 1976–1980 Minister Przemysłu Chemicznego
  - Marek Motas, polski reżyser dźwięku, autor tekstów, kompozytor piosenek
- 14 lipca
  - John Ferguson Sr., kanadyjski hokeista, zawodnik klubu Montreal Canadiens z którym pięciokrotnie zdobył Puchar Stanleya
  - Zbigniew Rogowski, polski dziennikarz, wieloletni korespondent „Przekroju” z Hollywood
- 13 lipca
  - Otto von der Gablentz, niemiecki dyplomata
- 12 lipca
  - Namir Nur Eldin, iracki fotoreporter, pracownik Agencji Informacyjnej Reuters
  - Leszek Łukaszuk, polski fizyk teoretyk
- 11 lipca
  - Richard Franklin, australijski reżyser
  - Lady Bird Johnson, w latach 1963–1969 pierwsza dama USA, żona prezydenta Lyndona B. Johnsona
  - Andrzej Kluczek, polski żeglarz, członek kadry narodowej, uczestnik Igrzysk Olimpijskich w 1972 r.
  - Alfonso López Michelsen, w latach 1974–1978 prezydent Kolumbii
  - Jimmy Skinner, trener klubu ligi NHL Detroit Red Wings, który pod jego wodzą zdobył w 1955 r., Puchar Stanleya
- 10 lipca
  - Kazimierz Barcikowski, polski polityk, były wicepremier, działacz PZPR
  - Abdul Rashid Ghazi, radykalny pakistański duchowny, główny mułła Czerwonego Meczetu w Islamabadzie
  - Michał Witwicki, polski architekt i konserwator zabytków
- 9 lipca
  - Charles Lane, amerykański aktor, wystąpił m.in. w To wspaniałe życie i Napoleon na Broadwayu. Gościnnie grywał także w serialach
  - Jerzy Wolf, polski dziennikarz i tłumacz
- 8 lipca
  - Chandra Shekhar, polityk indyjski, w latach 1990–1991 premier
  - John Szarkowski, były dyrektor departamentu fotografii nowojorskiego Metropolitan Museum of Modern Art
- 7 lipca
  - Anne McLaren, uczona brytyjska, embriolog, laureatka Nagrody Japońskiej, członkini Polskiej Akademii Nauk
- 6 lipca
  - Kathleen E. Woodiwiss, amerykańska pisarka, pionierka nowoczesnego romansu historycznego
- 5 lipca
  - George Melly, brytyjski muzyk jazzowy i pisarz
  - Janusz Przewłocki, przewodniczący Komisji Historycznej Związku Sybiraków, oraz współtwórca Archiwum Wschodniego
- 4 lipca
  - Barış Akarsu, turecki muzyk rockowy
  - Liane Bahler, 25-letnia reprezentantka Niemiec w kolarstwie
  - Johnny Frigo, amerykański skrzypek jazzowy
  - Bill Pinkney, amerykański wokalista, członek legendarnej formacji The Drifters
- 3 lipca
  - Maria Hirszowicz, polski socjolog
  - Claude Pompidou, w latach 1969–1974 pierwsza dama Francji, żona Georges’a
  - Boots Randolph, amerykański saksofonista jazzowy
- 2 lipca
  - Jimmy Walker, amerykański koszykarz (ur. 1944)
  - Gottfried Alexander Leopold Graf von Bismarck-Schönhausen, niemiecki arystokrata, potomek słynnego żelaznego kanclerza
  - Beverly Sills, amerykańska śpiewaczka operowa
  - Hy Zaret, amerykański tekściarz, nominowany do Oscara w kategorii „Najlepsza piosenka”
- 1 lipca
  - Joerg Kalt, austriacki operator filmowy

## czerwiec 2007
- 30 czerwca
  - Bolesław Strużek, polski ekonomista, specjalista w zakresie ekonomiki rolnictwa, poseł na Sejm PRL (kadencje I i VI-IX)
  - Will Schaefer, amerykański kompozytor, autor muzyki do takich produkcji, jak między innymi Flintstonowie
- 29 czerwca
  - Thomas Mooney, amerykański podpułkownik, attaché wojskowy USA na Cyprze
  - George McCorkle, amerykański gitarzysta związany z formacją The Marshall Tucker Band
  - Alojzij Šuštar, słoweński duchowny katolicki, były arcybiskup Lublany
  - Edward Yang, tajwański reżyser
- 28 czerwca
  - Ana Domeyko, chilijska działaczka społeczna, wnuczka Ignacego Domeyki
  - Kiichi Miyazawa, premier Japonii (1991–1993)
- 27 czerwca
  - Ashraf Marwan, egipski biznesmen, zięć prezydenta Gamala Abdel Nasera, podejrzewany o szpiegostwo na rzecz Izraela
  - Rusłan Odżijew, Rosjanin podejrzewany w związku z zamachami bombowymi w Moskwie i Wołgodońsku w 1999 r.
  - Julia Arustamowa, rosyjska zawodniczka kolarstwa torowego, mistrzyni Europy
- 26 czerwca
  - Liz Claiborne, amerykańska projektantka mody
  - Jupp Derwall, niemiecki piłkarz i trener, były selekcjoner reprezentacji Niemiec
  - Mieczysław Gostkowski, żołnierz Armii Krajowej, powstaniec warszawski, honorowy Prezes Polskiego Związku Kajakowego
  - Lucien Hervé, francuski fotograf
  - Anna Puget, pracownik Teatru Starego, córka wicepremiera II RP Eugeniusza Kwiatkowskiego
- 25 czerwca
  - Mahasti, irańska piosenkarka popowa
  - Georgij Zaharinow, menedżer Lewskiego Sofia, członek Bułgarskiej Federacji Siatkówki
- 24 czerwca
  - Anderson Jones, amerykański krytyk filmowy witryny „E!” oraz CNN i TNT.
  - Chris Benoit, kanadyjski wrestler WWE, ECW, WCW, NJPW
  - Derek Dougan – piłkarz reprezentacji Irlandii Północnej
  - Natasja Saad, duńska raperka
- 23 czerwca
  - Nguyễn Chánh Thi, wietnamski generał
- 22 czerwca
  - Bernd Becher, niemiecki fotograf, współtwórca nurtu koncepcyjno-industrialnego zwanego „szkołą düsseldorfską”
  - Weneda Dobaczewska, pionierka geodezji satelitarnej w Polsce
  - Lenar Gilmullin, 22-letni piłkarz z Rosji, grał w reprezentacji U-21 Rosji i Rubinie Kazań
  - William L. Hungate, amerykański polityk, członek Izby Reprezentantów (1964-1977)[37]
  - Mieczysław Karus, generał brygady WP, były komendant Wyższej Szkoły Oficerskiej Wojsk Chemicznych
  - Dorothea Orem, amerykańska pielęgniarka i teoretyk pielęgniarstwa, profesor.
- 21 czerwca
  - Georg Danzer, austriacki piosenkarz
  - Ryszard Kowalski, polski ekspert w dziedzinie technologii betonu i prefabrykacji
  - Peter Michael Liba, kanadyjski działacz państwowy, dziennikarz
- 20 czerwca
  - Zbigniew Bieliński, polski piłkarz, były zawodnik Arki Gdynia
  - Tadeusz Doktór, polski psycholog
  - Sławomir Dyka, polski ekonomista, członek Komitetu Ekonomiki Rolnictwa PAN
  - Nazik al-Malaika, iracka poetka i krytyczka literacka
- 19 czerwca
  - Antonio Aguilar, meksykański aktor i piosenkarz
  - El Fary, hiszpański aktor i piosenkarz
- 18 czerwca
  - Vilma Espín, żona tymczasowego prezydenta Kuby, Raúla Castro, wieloletnia przewodnicząca Federacji Kobiet Kubańskich
  - Hank Medress, amerykański piosenkarz i producent muzyczny
  - Stanisław Nowak, polski neurolog, neurofizjolog i poeta
- 17 czerwca
  - Angelo Felici, włoski duchowny katolicki, kardynał
  - Gianfranco Ferrè, włoski projektant mody
- 16 czerwca
  - Józef Kaleta, ekonomista polski, profesor, rektor i doktor honoris causa Akademii Ekonomicznej we Wrocławiu
  - Jagna Wright, polska reżyserka filmów dokumentalnych z Wielkiej Brytanii
- 15 czerwca
  - Hugo Corro, argentyński bokser, były mistrz świata zawodowców w wadze średniej
  - László Sillai, były węgierski zapaśnik, mistrz świata w zapasach w stylu klasycznym
- 14 czerwca
  - Stanisław Cisek, polski żeglarz, pierwszy właściciel jachtu SY Narcyz, na którym przepłynął samotnie z Polski do Wenezueli
  - ks. Waldemar Durda, polski duchowny katolicki, proboszcz bazyliki kolegiackiej w Nowym Sączu
  - Tadeusz Jarzembowski, polski poeta, publicysta, działacz społeczny i polityczny[38]
  - Takeuchi Toshimichi, japoński mistrz i instruktor sztuk walki, posiadał 10 dan kenjutsu
  - Kurt Waldheim, austriacki dyplomata, Sekretarz Generalny ONZ
- 13 czerwca
  - Jacek Skubikowski, polski piosenkarz, gitarzysta i kompozytor
- 12 czerwca
  - Maciej Hilgier, polski lekarz, były prezes Polskiego Towarzystwa Badania Bólu
  - Maria Romanowska, polska działaczka opozycji antykomunistycznej
- 11 czerwca
  - Stack Bundles, amerykański raper
  - Mala Powers, amerykańska aktorka
- 10 czerwca
  - Tommy Eytle, brytyjski aktor i muzyk jazzowy
- 9 czerwca
  - Anna Żarnowska, polska historyczka, znawczyni dziejów społeczno-gospodarczych Polski w XIX i XX wieku
- 8 czerwca
  - Ryszard Górecki, żołnierz Armii Krajowej, powstaniec warszawski
  - Nellie Lutcher, amerykańska wokalistka jazzowa
  - Kenny Olsson, szwedzki żużlowiec zmarły po ciężkim wypadku na torze w Szwecji
  - Aden Abdullah Osman Daar, prezydent Somalii w latach 1960–1967
  - Jadwiga Osuch, polski lekarz
  - Henryk Pracki, polski prawnik, zastępca Prokuratora Generalnego RP, Prokurator Krajowy w latach 1996–2001
  - Lynne Randell, australijska piosenkarka
  - Richard Rorty, amerykański filozof
- 7 czerwca
  - Maria Barbara Ledóchowska, polska działaczka na rzecz praw człowieka
  - Irena Szpak, polska pisarka i tłumaczka
- 6 czerwca
  - Zakia Zaki, afgańska dziennikarka, właścicielki stacji radiowej
- 5 czerwca
  - Anna Strońska, polska dziennikarka, reporterka i publicystka
- 4 czerwca
  - Loganathan Arumugam, wokalista malezyjskiego zespołu Alleycats
  - Ray Erlenborn, amerykański aktor
  - Freddie Scott, amerykański piosenkarz
- 3 czerwca
  - Adam Bilikiewicz, polski psychiatra, autor podręczników akademickich
  - Marion Forst, amerykański biskup katolicki
- 2 czerwca
  - Stanisława Domagalska, polska pisarka dla dzieci, autorka reportaży i filmów dokumentalnych
  - John Pike, amerykański perkusista formacji Ra Ra Riot
  - Giuseppe Vecchi, włoski muzykolog
- 1 czerwca
  - Tony Thompson, amerykański wokalista, który śpiewał m.in. w grupie Hi-Five
  - Grzegorz Warchoł, polski gitarzysta basowy i kontrabasista

## maj 2007
- 31 maja
  - Szokiba Sanga Amadż, afgańska dziennikarka, prezenterka prywatnej kabulskiej telewizji Shamshad TV
  - Eugeniusz Molczyk, generał broni, członek WRON
  - Andrzej Kowalczewski, polski zoolog i ekolog
- 30 maja
  - Jean-Claude Brialy, francuski aktor, reżyser i scenarzysta
  - Cacho Tirao, argentyński gitarzysta-wirtuoz
- 29 maja
  - Dave Balon, kanadyjski hokeista, dwukrotny zdobywca Pucharu Stanleya
  - Andrzej Cłapa, polski działacz społeczny
  - Kazimierz Kowalski, polski paleozoolog
- 28 maja
  - Joerg Immendorff, niemiecki malarz okresu powojennego
  - Toshikatsu Matsuoka, minister rolnictwa Japonii, zamieszany w afery gospodarcze popełnił samobójstwo
- 27 maja
  - José Cabrera Bazán, hiszpański polityk, piłkarz i prawnik, parlamentarzysta krajowy i europejski
  - Izumi Sakai, japońska piosenkarka, wokalistka zespołu Zard
  - Jan Sobczyński, polski malarz
  - Percy Sonn, prezydent Międzynarodowej Rady Krykieta (ICC)
  - Gretchen Wyler, amerykańska aktorka
- 26 maja
  - Marek Krejčí, słowacki piłkarz
  - Tomasz Mikocki, polski archeolog i historyk sztuki
  - Andrzej Najmrodzki, dziennikarz Polskiego Radia
  - Stefan Rosołowski, polski literat i historyk kultury
- 25 maja
  - Laurie Bartram, amerykańska aktorka
  - ks. Mirosław Drozdek, kustosz sanktuarium Matki Bożej Fatimskiej w Zakopanem
  - Uładzimir Katkouski, białoruski informatyk
  - Bartholomew Ulufa’alu od 1997 do 2000 premier Wysp Salomona
- 24 maja
  - David Renton, brytyjski polityk, prawnik, wieloletni deputowany do Izby Gmin
- 23 maja
  - Kei Kumai, japoński reżyser, scenarzysta i producent filmowy
- 22 maja
  - Wojciech Wieczorkiewicz, polski reżyser teatrów lalkowych
- 21 maja
  - Irena Dobrzycka, polska anglistka, profesor UW, autorka cenionych podręczników
  - Julian Dziedzina, polski reżyser filmowy, wykładowca łódzkiej filmówki
  - Adam Falkiewicz, polski kompozytor, autor muzyki współczesnej oraz filmowej
  - Julian Konty, polski oficer LWP, ojciec Jolanty Kwaśniewskiej
  - Aleksander Roszal, rosyjski dziennikarz, szachista i trener szachowy
  - Anna Rżysko Jamrozik, polska pisarka dziecięca
- 20 maja
  - Stanley Miller, amerykański chemik
  - Norman Von Nida, pionier zawodowego golfa w Australii
  - Ben Weisman, amerykański tekściarz, pisał piosenki między innymi dla Elvisa Presleya
- 19 maja
  - Irena Burawska, polska aktorka
  - Bernard Blaut, polski piłkarz i trener
  - Miroslav Deronjić, serbski żołnierz, skazany w 2004 r. za zbrodnie przeciw ludzkości popełnione w byłej Jugosławii
  - Hans Wollschläger, pisarz, tłumacz i wydawca niemiecki
  - Carl Wright, amerykański aktor, komik i autor piosenek
- 18 maja
  - Pierre-Gilles de Gennes, fizyk francuski, laureat Nagrody Nobla
  - Mika Špiljak, Chorwat, premier Jugosławii w latach 1967–1969, prezydent Jugosławii w latach 1983–1984
  - Yoyoy Villame, filipiński piosenkarz
  - Tadeusz Wybraniec, polski pedagog muzyczny
- 17 maja
  - Anton Rašla, słowacki prokurator, podczas II wojny światowej, Członek Rady Narodowej
  - Anna Trojanowska-Kaczmarska, polska malarka, pedagog, historyk i teoretyk sztuki, matka poety Jacka Kaczmarskiego
  - Wiktor Zin, polski architekt i rysownik
- 16 maja
  - Alphonse Ardoin, amerykański muzyk ludowy, akordeonista
  - Mieczysław Doroszuk, polski trener siatkarski, honorowy obywatel Olsztyna
- 15 maja
  - Jerry Falwell, amerykański kaznodzieja telewizyjny
  - Yolanda King, amerykańska aktorka i działaczka społeczna, najstarsza córka Martina Luthera Kinga i Coretty Scott King
  - Bronisław Mikulec, polski historyk dziejów gospodarczych
  - Antonio Rodríguez, argentyński pięcioboista, były przewodniczący Argentyńskiego Komitetu Olimpijskiego
- 14 maja
  - Jean Saubert, amerykańska narciarka alpejska, medalistka olimpijska
  - Aleksandr Tasew, bułgarski handlowiec, właściciel klubu piłkarskiego Lokomotiw Płowdiw
- 13 maja
  - mułła Dadullah, główny dowódca afgańskich talibów
  - Mendel Jackson Davis, polityk amerykański
  - Ewa Urszula Wilczur-Garztecka, polska krytyczka i promotorka sztuki
- 12 maja
  - Bernardine Dong Guangqing, chiński duchowny, biskup diecezji Wuhan
  - Kai Johansen, piłkarz duński
- 11 maja
  - Jerzy Olczak, polski archeolog, specjalista w dziedzinie historii osadnictwa średniowiecznego[39]
  - Malietoa Tanumafili II, władca Samoa
- 10 maja
  - Dymitr Jankow, bułgarski biznesmen
- 9 maja
  - Gino Pariani, amerykański piłkarz, uczestnik mistrzostw świata 1950
  - Aníbal Sampayo, urugwajski piosenkarz i kompozytor
  - Carla White, amerykańska piosenkarka jazzowa
- 8 maja
  - Abdullah al Faisal, członek rodziny panującej w Arabii Saudyjskiej
  - Karl Hauck, historyk niemiecki
  - John Henry, brytyjski toksykolog
  - Maciej Jasiński, mistrz Polski w kartingu
- 7 maja
  - Nicholas Worth, amerykański aktor, występował m.in. w serialach telewizyjnych, takich jak „Z archiwum X”, „Starsky i Hutch”
  - Diego Corrales, bokser amerykański, były zawodowy mistrz świata organizacji WBC, IBF i WBO w wadze junior lekkiej i lekkiej
  - Tadeusz Kotula, polski historyk starożytności
  - Emma Lehmer, matematyczka amerykańska pochodzenia rosyjskiego
  - Tomasi Kulimoetoke II, król Wallis
- 6 maja
  - Alvin Batiste, amerykański muzyk jazzowy
  - Lesley Blanch, pisarka brytyjska, żona Romaina Gary
  - Enéas Carreiro, polityk brazylijski
  - Fumio Nishino, japoński specjalista stateczności konstrukcji inżynierskich, doktor honoris causa Politechniki Gdańskiej
  - Bernard Weatherill, polityk brytyjski, lord, przewodniczący Izby Gmin
- 5 maja
  - Abdul-Majid bin Abdul-Aziz, członek rodziny panującej w Arabii Saudyjskiej
  - Tom Hutchinson, zawodnik futbolu amerykańskiego
  - Andrzej Kapiszewski, polski socjolog, matematyk, profesor Uniwersytetu Jagiellońskiego, dyplomata
  - Theodore Maiman, fizyk amerykański, konstruktor pierwszego lasera
  - Gusti Wolf, aktorka austriacka
- 4 maja
  - Mirosław Kańtoch, wirusolog polski, członek Polskiej Akademii Nauk
  - Małgorzata Riedel, wdowa po słynnym muzyku zespołu Dżem, Ryszardzie Riedlu[40]
  - Jose Antonio Roca, były trener piłkarskiej reprezentacji Meksyku
  - Andrzej Szczęsny Cukrowski, polski chemik, autor ponad 70 prac naukowych
  - Mamadou Zare, piłkarz i trener z Wybrzeża Kości Słoniowej
- 3 maja
  - J. Robert Bradley, amerykański śpiewak gospel
  - Alexander Brown, amerykański piosenkarz, członek formacji The Persuaders
  - Artur Hajnicz, dziennikarz, publicysta, specjalista do spraw stosunków polsko-niemieckich
  - Walter Schirra, astronauta amerykański
  - Nicos Symeonides, minister obrony Cypru
  - Barbara Toeplitz-Kaczmarek, polska malarka
  - Knock Yokoyama, polityk i aktor japoński
- 2 maja
  - Phillip Carter, brytyjski biznesmen, honorowy wiceprezydent Chelsea F.C.
  - Jan Konarski, polski rzeźbiarz
  - Abdul Sabur Farid Kuhestani, premier Afganistanu w 1992[41]
  - Juan Valdivieso, peruwiański bramkarz, były reprezentant kraju
  - Mieczysław Wójcicki, polski dziennikarz sportowy
- 1 maja
  - Andrzej Bulski, pionier prasy LGTB w Polsce
  - Muharib Abdul al-Dżuburi, iracki terrorysta
  - Tim Eyermann, amerykański muzyk jazzowy, nominowany do nagrody Grammy
  - Eugenia Zdebska, pionierka kardiochirurgii dziecięcej w Polsce

## kwiecień 2007
- 30 kwietnia
  - Gregory Lemarchal, francuski piosenkarz
  - Bernard Marszałek, polski mistrz świata i Europy w sportach motorowodnych
  - Ron Philips, aktor znany z „Gwiezdnych wojen”
  - Tom Poston, amerykański aktor telewizyjny
  - Gordon Scott, amerykański aktor, najbardziej znany odtwórca roli Tarzana w filmach z lat 1955–1960
  - Zola Taylor, amerykańska piosenkarka, członek legendarnego zespołu The Platters
  - Krystyn Zieliński, rektor Akademii Sztuk Pięknych w Łodzi w latach 1981–1987
- 29 kwietnia
  - Milt Bocek, baseballista amerykański
  - Kazimierz Majdański, arcybiskup senior szczecińsko-kamieński
  - Joseph Nérette, tymczasowy prezydent Haiti w okresie od 8 października 1991 do 19 czerwca 1992
  - Ivica Račan, były premier Chorwacji, który umożliwił przeprowadzenie w tym kraju pierwszych wolnych wyborów w 1990 r.
- 28 kwietnia
  - Marta Abrahamowa, wdowa po gen. Romanie Abrahamie
  - Lloyd Roseville Crouse, polityk kanadyjski, były gubernator-porucznik prowincji Nowa Szkocja
  - Jose Gonzalez, szwajcarski bramkarz FC Wiedikon
  - Dabbs Greer, aktor amerykański
  - Janusz Grymiński, polski lekarz, pionier wprowadzenia ultrasonografii do diagnostyki chorób opłucnej
  - Tommy Newsom, amerykański saksofonista, aranżer i kompozytor
  - Carl Friedrich von Weizsäcker, niemiecki fizyk, filozof i polityk
  - Bertha Wilson, prawniczka kanadyjska, pierwsza kobieta w Sądzie Najwyższym Kanady
  - Lidia Żmihorska, polska malarka
- 27 kwietnia
  - Kiriłł Ławrow, rosyjski aktor
  - Andrzej Radomski, geolog polski, profesor Uniwersytetu Jagiellońskiego
  - Mstisław Rostropowicz, rosyjski dyrygent, wiolonczelista pedagog i obrońca praw człowieka
  - Zofia Stefanowska-Treugutt, polska historyczka literatury, badaczka romantyzmu
- 26 kwietnia
  - Florea Dumitrache, rumuński piłkarz
  - Mariusz Sabiniewicz, polski aktor
  - Shin Hyun-hwak, były premier Korei Południowej
  - Jack Valenti, amerykański działacz polityczny, prezydent Motion Picture Association of America
- 25 kwietnia
  - Barbara Blida, była posłanka i jeden ze śląskich liderów SLD, była minister gospodarki przestrzennej i budownictwa
  - Polly Hill, botanik amerykańska
  - Roy Homme, koszykarz amerykański
- 24 kwietnia
  - Alan Ball, angielski piłkarz, mistrz świata z 1966 roku
  - Roy Jenson, kanadyjski aktor
- 23 kwietnia
  - David Halberstam, amerykański reporter, zdobywca nagrody Pulitzera
  - Boris Jelcyn, prezydent Rosji w latach 1991–1999
  - József Madaras, węgierski aktor
  - ks. Jerzy Jan Zawadzki, polski duchowny katolicki, pasterz biedoty z Suwałk
- 22 kwietnia
  - Karl Holzamer, niemiecki działacz kulturalny, dyrektor stacji telewizyjnej ZDF
  - Edward Kofler, polski matematyk.
  - Conchita Montenegro, aktorka hiszpańska
  - Jarosław Wajntraub, działacz opozycji demokratycznej w Polsce, więzień polityczny, działacz polityczny i przedsiębiorca izraelski
  - Jan Zakrzewski, polski dziennikarz i tłumacz
- 21 kwietnia
  - Stanisław Dragan, polski bokser wagi półciężkiej, brązowy medalista olimpijski
  - Lobby Loyde, australijski gitarzysta rockowy, członek formacji Billy Thorpe & The Aztecs
  - Jan Tadeusz Stanisławski, polski satyryk i aktor
- 20 kwietnia
  - Jean-Pierre Cassel, francuski aktor, zdobył popularność dzięki komediom Philippe’a de Broki i rolom amantów w filmach muzycznych
  - Fred Fish, programista komputerowy
  - Andrew Hill, amerykański pianista, twórca Dusk, A Beautiful Day i Time Lines
  - Jan Kociniak, polski aktor
- 19 kwietnia
  - Ken Albers, amerykański piosenkarz, członek zespołu The Four Freshmen
  - Bohdan Paczyński, polski astrofizyk
  - Leszek Rostwo-Suski, chemik polski, szermierz-olimpijczyk
- 18 kwietnia
  - Kitty Carlisle Hart, amerykańska aktorka
  - Itcho Ito, burmistrz Nagasaki
  - Andrej Kvašňák, słowacki piłkarz, związany z klubem Sparta Praga
  - Herbert Sandmann, piłkarz niemiecki
  - Dick Vosburgh, amerykański scenarzysta i pisarz komediowy
- 17 kwietnia
  - James B. Davis, amerykański piosenkarz, założyciel The Dixie Hummingbirds
  - Steven Derounian, amerykański polityk, członek Izby Reprezentantów (1953–1965)[42]
  - Raymond Kaelbel, piłkarz francuski
  - Glenn Sutton, amerykański kompozytor muzyki rozrywkowej
- 16 kwietnia
  - 32 ofiary masakry na uniwersytecie Virginia Tech w USA
  - Gaetan Duchesne, były gracz NHL
  - Witold Leder, polski tłumacz, pułkownik Wojska Polskiego
  - Maria Lenk, brazylijska pływaczka
  - Liviu Librescu, inżynier rumuński, specjalista inżynierii lotniczej, jedna z ofiar masakry na uniwersytecie Virginia Tech
  - Cho Seung-hui, amerykański student pochodzenia koreańskiego, masowy morderca i sprawca masakry w Virginii Tech
  - John E.N. Wiebe, polityk kanadyjski, gubernator porucznik prowincji Saskatchewan, senator
- 15 kwietnia
  - Jerzy Janicki, polski pisarz, dramaturg, scenarzysta i dziennikarz
  - Brant Parker, amerykański autor popularnego komiksu „Czarownik z Id”
- 14 kwietnia
  - Ladislav Adamec, b. premier Czechosłowacji
  - Maria Biernacka, polska uczona, kapitan Batalionów Chłopskich
  - Stanisława Gierek, żona byłego I sekretarza KC PZPR Edwarda Gierka
  - Don Ho, hawajski wokalista
  - Agnes Primocic, austriacka działaczka komunistyczna, uczestniczka ruchu oporu w czasie II wojny światowej
  - Rene Remond, francuski historyk i politolog
  - Herman Riley, amerykański saksofonista jazzowy
- 13 kwietnia
  - Henryk Handy, polski hokeista, olimpijczyk.
  - Marion Yorck von Wartenburg, prawniczka niemiecka, uczestniczka ruchu oporu w czasie II wojny światowej
- 12 kwietnia
  - Janusz Kruse, polski specjalista konserwacji zabytków metalowych[43]
  - Andrzej Kurylewicz, polski kompozytor
  - Pierre Probst, francuski autor i ilustrator książek dla dzieci
- 11 kwietnia
  - Loïc Leferme, francuski nurek, były rekordzista świata w nurkowaniu swobodnym
  - Roscoe Lee Browne, amerykański aktor, atleta oraz poeta.
  - Kurt Vonnegut, pisarz i publicysta amerykański
- 10 kwietnia
  - Maria Anto, polska artystka malarka
  - Dakota Staton, amerykańska wokalistka jazzowa
- 9 kwietnia
  - Egon Bondy, czeski poeta, były dysydent i historyk filozofii
  - Piotr Kuncewicz, polski pisarz i krytyk literacki
- 8 kwietnia
  - Danny Barcelona, znany amerykański perkusista jazzowy, wieloletni współpracownik Louisa Armstronga
  - Carey W. Barber, brytyjski kaznodzieja, członek Ciała Kierowniczego Świadków Jehowy
- 7 kwietnia
  - Luis Robles Diaz, meksykański arcybiskup, wiceprzewodniczący Papieskiej Komisji do spraw Ameryki Łacińskiej
  - Mariano Gonzalvo, hiszpański piłkarz, zawodnik FC Barcelona
  - Johnny Hart, amerykański autor popularnych komiksów „B.C.” i „Czarownik z Id”
  - Adżmal Nakszbandi, afgański dziennikarz
  - Barry Nelson, aktor znany m.in. z „Lśnienia”. Pierwszy kandydat do roli Jamesa Bonda
- 6 kwietnia
  - Luigi Comencini, włoski reżyser
- 5 kwietnia
  - Mark St. John, eks-gitarzysta grupy Kiss
  - Wiktor Prandota, profesor rolnictwa SGGW, ekspert ONZ
  - Maria Gripe, szwedzka pisarka, autorka książek dla dzieci i młodzieży
- 4 kwietnia
  - Bob Clark, amerykański reżyser
  - Juliusz Siudziński, polski kolekcjoner i restaurator dawnych aut, autorytet motoryzacyjny
  - Feliks Stramik, polski wojskowy, generał dywizji, ostatni dowódca WOP
- 3 kwietnia
  - Michał Adamiec, polski działacz społeczny, poseł na Sejm PRL V kadencji (1969-1972) z okręgu Białystok z ramienia PZPR
  - Ewa Dróbecka-Brydak, polska okulistka
  - Zoltán Pongrácz, węgierski kompozytor
  - Burt Topper, amerykański reżyser, scenarzysta i producent
- 2 kwietnia
  - Henry Lee Giclas, amerykański astronom, odkrywca ok. 17 asteroid
  - Oktawia Górniok, prawniczka polska, specjalistka prawa karnego gospodarczego, profesor Uniwersytetu Śląskiego
  - Nina Wang, chińska miliarderka, najbogatsza kobieta Azji
- 1 kwietnia
  - Laurie Baker, architekt indyjski pochodzenia angielskiego
  - John Billings, australijski lekarz, twórca metody Billingsów
  - Driss Chraïbi, marokański pisarz, tworzący w języku francuskim
  - Hans Filbinger, polityk niemiecki
  - Wanda Makuch-Korulska, polska neurolog, nagrodzona medalem „Sprawiedliwy wśród Narodów Świata”
  - Hannah Nydahl, założycielka ponad 500 ośrodków Buddyzmu Diamentowej Drogi na całym świecie
  - Sabina Szatkowska-Rostkowska, polska tancerka, pedagog i choreograf
  - George Sewell, brytyjski aktor
  - Lito Sisnorio, filipiński bokser zmarły po jednej ze swoich walk

## marzec 2007
- 31 marca
  - Feliks Flis, polski pedagog muzyczny, twórca audiowizualnej metody kształcenia słuchu muzycznego
  - Bogusław Rybski, harcmistrz, komendant Chorągwi Krakowskiej ZHP
- 30 marca
  - Ulises Nayit Buenrostro, muzyk meksykańskiej grupy hiphopowej Cartel De Santa
- 28 marca
  - Abe Coleman, amerykański wrestler pochodzenia polsko-żydowskiego
  - Lech Grobelny, założyciel Bezpiecznej Kasy Oszczędności
  - Tadeusz Kocyba, polski kompozytor muzyki filmowej i pedagog
  - Albrecht von Krockow, kaszubski działacz, deputowany, radca handlowy
  - ks. Piotr Pryma, polski duchowny katolicki, długoletni dyrektor szczecińskiego Caritasu[44]
  - Tony Scott (Anthony Joseph Sciacca), amerykański klarnecista, saksofonista, kompozytor, aranżer
- 27 marca
  - Ryszard Borowski, pedagog, autor książek o tematyce opiekuńczo-wychowawczej
  - Wojciech Drabowicz, polski śpiewak operowy
  - Marek Grzesiuk, syn Stanisława Grzesiuka, opisany przez ojca w Na marginesie życia
  - Paul Lauterbur amerykański chemik, laureat Nagrody Nobla w dziedzinie Medycyny w 2003
  - Azmi Nasser, były selekcjoner piłkarskiej reprezentacji Palestyny
  - Faustino Oramas, muzyk grupy Buena Vista Social Club
- 26 marca
  - Sylvia Heschel, amerykańska pianistka, żona słynnego teologa Abrahama Joshuy Heschela
- 25 marca
  - Jacek Lech, polski piosenkarz
  - Andranik Markarian, armeński polityk, premier Armenii
  - Lynn Merrick, amerykańska aktorka
  - Marshall Rogers, amerykański autor komiksów, jeden z twórców przygód Batmana
- 24 marca
  - Mao Anqing, dyrektor chińskiego instytutu badań wojskowych, syn Mao Zedonga
- 23 marca
  - Klemens Cabaj, podpułkownik, weteran Batalionów Chłopskich, kawaler Virtuti Militari
  - Paul Cohen, amerykański matematyk, laureat medalu Fieldsa
- 21 marca
  - Tahir Batayev, czeczeński partyzant, komendant Frontu Północno-Wschodniego Iczkerii
- 20 marca
  - Marcin Kudej, polski specjalista w zakresie prawa konstytucyjnego
  - Taha Yassin Ramadan, wiceprezydent Iraku, współpracownik Saddama Hussajna
  - John P. Ryan, amerykański aktor
- 19 marca
  - Johnny Booker, frontman brytyjskiej formacji The Vipers
  - Luther Ingram, amerykański piosenkarz i producent muzyki R&B
  - Bruno Lohse, niemiecki historyk sztuki, który podczas wojny na zlecenie nazistów okradał żydowskie muzea i galerie
  - Czesław Łepkowski, specjalista w dziedzinie transportu samochodowego, profesor
- 18 marca
  - Trude Sojka, czesko-ekwadorska malarka i rzeźbiarka
  - Bob Woolmer, brytyjski gracz i trener krykieta
- 17 marca
  - John Backus, amerykański pionier informatyki, laureat Nagrody Turinga
  - Freddie Francis, angielski reżyser
  - Ernst Haefliger, szwajcarski śpiewak operowy
  - Florentyna Łabiszewska-Jaruzelska, specjalistka ortodoncji i stomatologii, profesor Śląskiej Akademii Medycznej
  - Danuta Zamącińska-Paluchowska, historyk i edytor literatury
- 16 marca
  - Carol Richards, amerykańska piosenkarka
- 15 marca
  - Wojciech Chudy, polski filozof, personalista, etyk, pedagog
  - Inmaculada Echevarria, hiszpanka, której przypadek zapoczątkował debatę na temat eutanazji w Hiszpanii
  - Zbigniew Kitliński, polski perkusista jazzowy
  - Simona Kossak, biolog, leśnik, popularyzator nauki, autorka audycji radiowych
  - Jack Metcalf, amerykański polityk
  - Stuart Rosenberg, amerykański reżyser
- 14 marca
  - Roger Beaufrand, francuski kolarz torowy, mistrz olimpijski.
  - Gareth Hunt, brytyjski aktor
  - Zygmunt Kęstowicz, polski aktor
  - Nicole Stéphane, francuska aktorka i producentka
  - Jan Zelnik, polski reżyser, autor sztuk scenicznych i słuchowisk, poeta
- 13 marca
  - Michał Gruszczyński, polski bandyta znany jako „Zabójca z Wołomina”
  - Betty Hutton, amerykańska aktorka i piosenkarka, znana przede wszystkim z hollywoodzkich musicali
  - John McHardy Sinclair, brytyjski językoznawca i leksykograf
- 12 marca
  - Józef Wojtan, polski śpiewak solista, związany z Teatrem Wielkim
  - Maria Zenowicz-Brandys, polska tłumaczka literatury pięknej, żona Kazimierza Brandysa
  - Arnold Drake, amerykański twórca komiksów (ur. 1924)
- 11 marca
  - Stefan Niewczyk, polski lutnik[45]
  - Władysław Pabisz, polski hokeista, olimpijczyk
- 10 marca
  - Bud Allin, amerykański golfista
  - Piotr Izgarszew, polski działacz opozycji antykomunistycznej
  - Richard Jeni, amerykański komik i aktor telewizyjny
  - Augustyn Mednis, łotewski duchowny rzymskokatolicki
  - Alfred Olek, polski piłkarz, wieloletni zawodnik Górnika Zabrze
- 9 marca
  - Władysław Daniszewski, polski dziennikarz, były redaktor naczelny szczecińskiej rozgłośni Polskiego Radia
  - Brad Delp, wokalista znany z amerykańskiej grupy Boston.
  - Cruz Hernandez, najstarsza mieszkanka Salwadoru (ur. 1878)
- 8 marca
  - Otto Wolff von Amerongen, jeden z najbardziej wpływowych przedsiębiorców niemieckich w okresie powojennym
  - Marian Bekajło, reżyser i sprawozdawca Polskiej Kroniki Filmowej, twórca filmów dokumentalnych
  - John Inman, brytyjski aktor znany przede wszystkim z roli w serialu komediowym Are You Being Served?
  - Tadeusz Kwiatkowski, polski pisarz
- 7 marca
  - Bill Chinnock, amerykański gitarzysta i klawiszowiec, współzałożyciel grupy E Street Band
  - Bill Threlfall, brytyjski dziennikarz tenisowy
- 6 marca
  - Jean Baudrillard, francuski filozof
  - Allen Coage, amerykański judoka, medalista olimpijski, zawodowy zapaśnik
  - Pierre Moinot, pisarz francuski, członek Akademii Francuskiej
  - Maria Olszewska-Lelonkiewicz, polska trenerka łyżwiarstwa figurowego
  - Klementyna Zielniok-Dyś, była reprezentantka Polski w siatkówce, wielokrotna mistrzyni kraju.
- 5 marca
  - Czesław Krzyszowski, generał dywizji WP, były szef wojsk chemicznych
  - Marek Obertyn, aktor teatralny i filmowy
- 4 marca
  - Thomas Eagleton, polityk amerykański, senator (1968–1987)[46]
  - Tadeusz Nalepa, polski muzyk
  - Andrzej Śliwiński, były wojewoda pilski, honorowy obywatel Piły
- 3 marca
  - Benito Lorenzi, włoski piłkarz, były zawodnik Interu Mediolan i reprezentacji Włoch
  - Andrzej Siennicki, polski trener lekkoatletyki, były zawodnik Spójni Warszawa
- 2 marca
  - Bogdan Cybulski, trener reprezentacji Polski piłkarek ręcznych w latach 1983–1990
  - Andrzej Flisiuk, polski wojskowy, pierwszy szef Polskiego Kontyngentu Wojskowego Sił Pokojowych ONZ w Kambodży
  - Thomas Kleppe, polityk amerykański, były sekretarz spraw wewnętrznych w administracji Geralda Forda
  - Harold Michelson, scenograf amerykański, nominowany do Oscara
  - Iwan Safronow, rosyjski dziennikarz
  - Henri Troyat, pisarz francuski
- 1 marca
  - Manuel Bento, portugalski piłkarz
  - Joel Brodsky, amerykański fotograf gwiazd muzyki rockowej
  - Sydney Gun-Munro, pierwszy gubernator generalny Saint Vincent i Grenadynów
  - Otto Brandenburg, duński piosenkarz i aktor

## luty 2007
- 28 lutego
  - Eugeniusz Ciszak, polski działacz państwowy, inżynier górnik, były wojewoda katowicki
  - Maria-Adelajda, księżniczka luksemburska, córka Szarlotty
  - Arthur M. Schlesinger, amerykański historyk i polityk
- 27 lutego
  - Wacław Maj, żołnierz Batalionów Chłopskich (ps. Grudzień), kawaler orderu Virtuti Militari
  - Jan Przywecki, polski reżyser dźwięku związany z Polskim Radiem, Teatrem Dramatycznym i Teatrem Powszechnym
- 26 lutego
  - Zofia Fogg – wdowa po piosenkarzu Mieczysławie Foggu
  - Jerzy Michalski, historyk, ceniony ekspert w zakresie historii polski i historii powszechnej XVIII i XIX wieku, autor wielu prac naukowych
  - Mirosław Nowaczyk, filozof i historyk, współzałożyciel Polskiego Towarzystwa Religioznawczego i „Przeglądu Religioznawczego
  - Maksymilian Skotnicki, polski geograf, redaktor naczelny Miscellanea Geographica”
  - Billy Thorpe, australijski gitarzysta, twórca grupy The Aztecs
  - Jerzy Wilgat, polski działacz kombatancki, wieloletni prezes Okręgu Warszawa Światowego Związku Żołnierzy Armii Krajowej
- 25 lutego
  - Józef Paliwoda, specjalista w zakresie prawa administracyjnego i rolnego, autor blisko 300 prac naukowych
  - Ian Wallace, były perkusista King Crimson
- 24 lutego
  - Bruce Bennett, amerykański lekkoatleta i aktor
  - Jock Dodds, szkocki piłkarz, legenda Blackpool F.C., uważany za strzelca najszybszego hat tricka na świecie
  - Leroy Jenkins, amerykański skrzypek, współtwórca Revolutionary Ensemble
  - Brett Mycles, amerykański model, aktor pornograficzny
- 23 lutego
  - Heinz Berggruen, niemiecki kolekcjoner i międzynarodowy mecenas sztuki, bliski przyjaciel Pabla Picassa
  - Józef Kaliszan, polski artysta rzeźbiarz i malarz, jeden z czołowych przedstawicieli realizmu socjalistycznego
  - Pascal Yoadimnadji, premier Czadu
  - John Ritchie, angielski piłkarz
- 22 lutego
  - Lothar-Günther Buchheim, niemiecki pisarz, autor znanej powieści Okręt (Das Boot)
  - Dennis Johnson, amerykański koszykarz, były gwiazdor Seattle SuperSonics i Boston Celtics, trzykrotny mistrz NBA
  - Fons Rademakers, holenderski reżyser filmowy, zdobywca Oscara
- 21 lutego
  - Mahmud Abu Obeid, szef Islamskiego Dżihadu[47]
  - Ignacy Antoni II Hayek, syryjski patriarcha Antiochii
  - Al Viola, amerykański gitarzysta i mandolinista, zagrał temat muzyczny filmu „Ojciec chrzestny”
- 20 lutego
  - Janet Blair, amerykańska aktorka, gwiazda musicali i komedii z lat 40.
  - Ihab Kareem, iracki piłkarz, pomocnik pierwszoligowego klubu Al Sena
  - Carl-Henning Pedersen, duński malarz
  - Jurij Rudawski, fizyk ukraiński, rektor Politechniki Lwowskiej, doktor honoris causa Politechniki Wrocławskiej
  - Zilla Huma Usman, minister ds.socjalnych stanu Pendżab w Pakistanie, obrończyni praw kobiet
- 19 lutego
  - Celia Franca, kanadyjska tancerka baletowa
  - Henryk Kozłowski, podharcmistrz, porucznik AK, ostatni dowódca kompanii „Maciek” batalionu „Zośka”
  - Roman Trechciński, polski polarnik, jeden z założycieli Stacji Polarnej PAN Hornsund na Spitzbergenie
  - Jerzy Trunkwalter, polski dziennikarz, krytyk i teoretyk filmu
  - Urszula Witkiewiczowa, zasłużona działaczka krakowskiego środowiska bibliofilskiego
- 18 lutego
  - Barbara Gittings, amerykańska działaczka ruchu LGBT
  - Anna Hintz, specjalistka w zakresie prawa pracy, w latach 2002–2006 szefowa Głównego Inspektoratu Pracy
  - Félix Lévitan, francuski dziennikarz sportowy, wieloletni dyrektor kolarskiego wyścigu Tour de France
- 17 lutego
  - Jurga Ivanauskaitė, litewska pisarka
  - Wincenty Jędruszczak, polski samorządowiec i rolnik, radny sejmiku zachodniopomorskiego[48]
  - Maurice Papon, francuski polityk rządu Vichy
- 16 lutego
  - ks. Andrzej Maciąg, polski duchowny katolicki, twórca ukraińskiego Instytut Nauk Religijnych
- 15 lutego
  - Robert Adler, amerykański wynalazca, współtwórca pierwszego pilota telewizyjnego
- 14 lutego
  - Pal Erdoess, węgierski reżyser filmowy, zdobywca nagrody w Cannes za debiut reżyserski
  - Peter Ellenshaw, specjalista od efektów specjalnych, zdobywca Oscara, współtwórca wielu filmów disneyowskich
  - Ray Evans, amerykański tekściarz, autor piosenek do filmów, kilkakrotny laureat Oscara
  - Rayan Larkin, legenda kanadyjskiego filmu animowanego[49]
  - Salomon Morel, funkcjonariusz aparatu bezpieczeństwa w PRL, oskarżony o zbrodnie przeciwko ludzkości
  - Steven Pimlott, brytyjski reżyser teatralny[50]
  - Emmett Williams, amerykański poeta
  - Wanda Żółtowska, prekursorka tkactwa artystycznego w Polsce, uczestniczka wielu państwowych i międzynarodowych wystaw
- 13 lutego
  - Paolo Pileri, włoski motocyklista, mistrz świata w motocyklowej klasie 125 cm³. z 1975 r.
- 12 lutego
  - Ann Barzel, amerykańska tancerka, krytyk i historyk baletu
  - Zdzisław Błażowski, polski prawnik i hokeista
  - Georg Buschner, trener reprezentacji piłkarskiej NRD
  - Violet Barasa, kenijska siatkarka
  - Peggy Gilbert, amerykańska saksofonistka jazzowa
- 11 lutego
  - Marianne Fredriksson, szwedzka pisarka
  - Huang Hai-tai, tajwański artysta ludowy, wykonawca i twórca przedstawień tradycyjnego chińskiego teatru pacynkowego pò·-tē-hì.
  - Karl-Heinz Hopp, wioślarz niemiecki, mistrz olimpijski
  - Charles Walgreen junior, amerykański przedsiębiorca
  - Wacław Wierzewski, instruktor harcerski, autor i wydawca podręczników harcerskich
- 10 lutego
  - Leszek Drewniak, współtwórca jednostki GROM
  - Czesława Bochyńska, uczestniczka podziemia antykomunistycznego, wdowa po Józefie Kurasiu „Ogniu”
- 9 lutego
  - Emil Kiszka, polski lekkoatleta, czołowym sprinter w Polsce w latach po II wojnie światowej
  - Nelly Norton, polska działaczka społeczna, w latach 80. zaangażowana w pomoc dla NSZZ „Solidarność”
  - Ian Richardson, brytyjski aktor
  - Frank J. Rodriguez, amerykański działacz związkowy
  - Bruno Ruffo, włoski motocyklista, pierwszy mistrz świata w motocyklowej klasie 250 cm³
- 8 lutego
  - Anna Nicole Smith, amerykańska modelka Playboya i aktorka
- 7 lutego
  - Jan Grabacki, polski specjalista mechaniki ciał odkształconych i biomechaniki, profesor Politechniki Krakowskiej
  - Alan MacDiarmid, nowozelandzki chemik, laureat Nagrody Nobla 2000
  - Teresa Pągowska, polska malarka
- 6 lutego
  - Wolfgang Bartels, niemiecki, narciarz alpejczyk, medalista olimpijski w biegu zjazdowym
  - Zdzisława Gryguc, uznana za Sprawiedliwą wśród narodów świata
  - Frankie Laine, amerykański piosenkarz
  - Willye White, amerykańska lekkoatletka, dwukrotna medalistka Igrzysk Olimpijskich
- 5 lutego
  - Jan Antoniszczak, polski działacz sportowy, były prezes Cracovii
  - Charles Grimes, amerykański wioślarz, medalista Igrzysk Olimpijskich z 1956 r.
  - Jan Raszka, polski trener, narciarz, specjalista w kombinacji norweskiej, mistrz Polski
- 4 lutego
  - José Carlos Bauer, były reprezentant Brazylii w piłce nożnej, oraz trener piłkarski
  - Leon Doboszyński, specjalista uprawy łąk i pastwisk
  - Ilja Kormilcew, rosyjski poeta i publicysta
  - Barbara McNair, amerykańska piosenkarka, aktorka i gwiazda telewizji
  - Kurt Schubert, austriacki hebraista, założyciel Austriackiego Muzeum Żydowskiego
- 3 lutego
  - Donfeld, amerykański twórca kostiumów do wielu hollywoodzkich super produkcji
  - Pedro Knight, kubański trębacz
  - Konrad Stolarek, polski duchowny katolicki, oblat, duszpasterz we Francji i Luksemburgu, weteran II wojny światowej
- 2 lutego
  - Ignacy Akerman, polski działacz społeczności żydowskiej
  - Whitney Balliett, amerykański krytyk jazzowy i współautor telewizyjnych programów muzycznych
  - Billy Henderson, amerykański wokalista, członek zespołu The Spinners
  - Joe Hunter, amerykański muzyk współpracujący z Funk Brothers
  - Stanisław Milbert, geodeta polski, profesor Politechniki Krakowskiej
  - Gisèle Pascal, francuska aktorka, przez pewien czas związana z Rainierem III
  - Henryk Piotrkowski, żołnierz Armii Krajowej, kawaler Virtuti Militari, przewodnik krakowski
  - Michel Roux, francuski aktor telewizyjny i sceniczny, pracował przy dubbingu hollywoodzkich hitów
  - Masao Takemoto, gimnastyk japoński, mistrz olimpijski i mistrz świata
- 1 lutego
  - Ray Berres, baseballista amerykański
  - Antonio Maria Javierre Ortas, kardynał hiszpański
  - Ahmed Abu Laban, lider muzułmanów duńskich, czołowa postać kontrowersji wokół karykatur Mahometa
  - Gian Carlo Menotti, amerykański kompozytor
  - Seri Wangnaitham, tancerz i choreograf tajski

## styczeń 2007
- 31 stycznia
  - Kirill Babitzin (Kirka), piosenkarz fiński
  - Lee Bergere, aktor amerykański, znany m.in. z Dynastii
  - Milan Opoczensky, teolog czeski, były sekretarz generalny Światowego Aliansu Kościołów Reformowanych
  - Przemysław Szafrański, biochemik polski, członek Polskiej Akademii Nauk
  - Adelaide Tambo, południowoafrykańska działaczka polityczna
- 30 stycznia
  - Griffith Jones, brytyjski aktor filmowy i sceniczny
  - Jerzy Korey-Krzeczowski, polski ekonomista i literat, działacz Polonii kanadyjskiej
  - Nikos Kourkoulos, aktor grecki
  - Max Lanier, baseballista amerykański
  - Sidney Sheldon, amerykański pisarz, scenarzysta i autor sztuk teatralnych
- 29 stycznia
  - Robert Meier, niemiecki weteran I wojny światowej
  - Miroslav Chovanec, słowacki polityk
- 28 stycznia
  - Carlo Clerici, kolarz szwajcarski, zwycięzca Giro d’Italia
  - Robert Drinan, prawnik amerykański, członek Izby Reprezentantów z ramienia Partii Demokratycznej, jezuita
  - Joseph Farland, dyplomata amerykański
  - Werner Hackmann, niemiecki działacz piłkarski
  - Fiona Jones, brytyjska działaczka polityczna
  - Zdzisław Klucznik, polski aktor
  - Omkar Prasad Nayyar, indyjski kompozytor muzyki filmowej
  - Wolfgang Schoor, kompozytor niemiecki
  - Karel Svoboda, kompozytor czeski
  - Emma Tillman, Amerykanka, przez ostatnie cztery dni życia uważana za najstarszą osobę na świecie
- 27 stycznia
  - Tige Andrews, amerykański aktor telewizyjny i teatralny
  - Marcheline Bertrand, amerykańska aktorka, matka Angeliny Jolie
  - Bob Carroll Jr., twórca znanego amerykańskiego serialu I Love Lucy
  - Paul Channon, polityk brytyjski, minister transportu w latach 1987–1989
  - Bing Devine, amerykański trener baseballa
  - Iva Hercikova, pisarka czeska
  - Henryk Leśniok, geodeta polski, profesor Politechniki Warszawskiej
  - Yang Chuang-Kwang, lekkoatleta tajwański, wicemistrz olimpijski 1960 w dziesięcioboju
  - Jelena Romanowa, rosyjska biegaczka, mistrzyni olimpijska z 1992 w biegu na 3000 metrów
- 26 stycznia
  - Gino D'Auri, gitarzysta flamenco
  - Emanuele Luzzati, malarz i animator włoski
  - Hans Wegner, duński projektant mebli
  - Gump Worsley, hokeista kanadyjski
- 25 stycznia
  - Ken Kavanaugh, sportowiec amerykański, futbolista
  - Jan Kowalczyk, polski archeolog – znawca zagadnień neolitu
  - Jack Lang, amerykański dziennikarz sportowy, zajmujący się baseballem
  - Knut Schmidt-Nielsen, światowej sławy fizjolog
- 24 stycznia
  - İsmail Cem, polityk turecki
  - Jean-François Deniau, dyplomata francuski, członek Akademii Francuskiej
  - Krystyna Feldman, polska aktorka
  - Brian Freeman, amerykański bobsleista, olimpijczyk 2002 z Salt Lake City
  - Wolfgang Iser, niemiecki literaturoznawca
  - Guadalupe Larriva, ekwadorski polityk, minister obrony
  - Emiliano Mercado del Toro, Portorykańczyk, uważany za najstarszego żyjącego człowieka
  - David Morris, polityk brytyjski, działacz związkowy
  - Charlotte Thompson Reid, amerykańska działaczka polityczna
  - Zygfryd Słoma, polski piłkarz, trener i działacz Lecha Poznań
- 23 stycznia
  - Howard Hunt, amerykański pisarz, uczestnik afery Watergate
  - Ryszard Kapuściński, polski dziennikarz i publicysta, kandydat do Literackiej Nagrody Nobla
  - Ramón Marsal, hiszpański piłkarz, legenda Realu Madryt
  - Jadwiga Sukiennicka, polska pianistka i pedagog
- 22 stycznia
  - Disco D, amerykański producent muzyczny
  - Toulo de Graffenried, szwajcarski kierowca Formuły 1
  - Victoria Hopper, aktorka brytyjska
  - Elizaphan Ntakirutimana, rwandyjski duchowny Kościoła Adwentystów Dnia Siódmego, skazany za współudział w ludobójstwie
  - Carlos Olivier, wenezuelski aktor
  - Abbé Pierre, francuski ksiądz katolicki, założyciel charytatywnego ruchu Emmaüs.
- 21 stycznia
  - Maria Cioncan, rumuńska lekkoatletka, medalistka olimpijska z Aten (2004)
  - Zbigniew M. Lesiecki, polski przedsiębiorca, wiceprezes Polskich Linii Lotniczych „LOT”
  - Peer Raben, producent filmowy i autor muzyki filmowej
  - Zdzisław Rurarz, dyplomata polski, wystąpił o azyl w USA po wprowadzeniu w Polsce stanu wojennego
- 20 stycznia
  - Eric Aubijoux, francuski motocyklista, zginął na trasie Rajdu Dakar
  - Lloyd Francis, polityk kanadyjski
  - ks. Ludwik Marko, duchowny rzymskokatolicki
  - Anatol Rapoport, matematyk amerykański
  - George Smathers, amerykański polityk
- 19 stycznia
  - Bam Bam Bigelow, amerykański wrestler
  - Hrant Dink, turecki dziennikarz
  - Denny Doherty, kanadyjski piosenkarz (The Mamas & the Papas)
  - Henryk Drygalski, polski reżyser telewizyjny, teatralny i radiowy
  - Nely Gambon, holenderska działaczka sportowa, związana z wioślarstwem
  - Antonina Tumkovsky, amerykańska tancerka i pedagog baletu, pochodzenia ukraińskiego
- 18 stycznia
  - Brent Liles, amerykański basista punkowy związany z kapelami Social Distortion i Agent Orange
  - Cyril Baselios Malancharuvil, duchowny katolicki, zwierzchnik Syromalankarskiego Kościoła Katolickiego
  - Julie Winnefred Bertrand, najstarsza kobieta na świecie
  - Bernie Friedkin, bokser amerykański
- 17 stycznia
  - Alice Auma, ugandyjska przywódczyni religijna, założycielka grupy Ruch Ducha Świętego
  - Art Buchwald, amerykański satyryk polityczny, laureat nagrody Pulitzera
  - Maria Sten, polska reportażystka, tłumaczka literatury pięknej z języka hiszpańskiego
- 16 stycznia
  - James „Pookie” Hudson, muzyk amerykańskiej formacji rhythmandbluesowej The Spaniels
  - Rudolf August Oetker, niemiecki przedsiębiorca, założyciel firmy Dr. Oetker
  - Benny Parsons, amerykański mistrz NASCAR Winston Cup z 1973[51]
  - Percy Saltzman, kanadyjski pionier telewizji, pierwszy prezenter pogody
  - Jerzy Schönborn, były dyrektor Studia Filmów Rysunkowych w Bielsku-Białej, animator kultury
  - Jurij Sztern, izraelski polityk
  - Gisela Uhlen, niemiecka aktorka filmowa, telewizyjna i teatralna
  - David Vanole, były amerykański piłkarz
- 15 stycznia
  - Awad Hamed al-Bandar, polityk iracki
  - Wanda Dybalska, polska dziennikarka
  - James Hillier, wynalazca amerykański pochodzenia kanadyjskiego
  - Steve Logan, amerykański basista, zaliczany do czołówki elektrycznych basistów jazzowych
  - Richard Musgrave, amerykański ekonomista
  - Aleksander Orłowski, polski historyk filozofii i działacz emigracyjny
  - René Riffaud, jeden z czterech ostatnich francuskich kombatantów I wojny światowej
  - Barzan Ibrahim at-Tikriti, polityk iracki
  - Bo Yibo, chiński polityk
  - Colin Thurston, producent albumów grupy Duran Duran
- 14 stycznia
  - Harvey R. Cohen, amerykański kompozytor muzyki filmowej, zdobywca nagrody Emmy
  - Darlene Conley, amerykańska aktorka
  - Andriej Czerkizow, rosyjski dziennikarz, komentator polityczny radia Echo Moskwy
  - Vassilis Fotopoulos, grecki malarz i scenograf, laureat Oscara za scenografię do „Greka Zorby”
- 13 stycznia
  - Michael Brecker, amerykański saksofonista
  - Mieczysław Wojnicki, polski piosenkarz
- 12 stycznia
  - Józef Barbachen, piłkarz polski, trener, związany z Arką Gdynia
  - Alice Coltrane, amerykańska pianistka, żona Johna
  - Helena Kamieniarz, polska artystka ludowa, koronkarka
  - James Killen, były australijski minister obrony
- 11 stycznia
  - Jan Czerkawski, polski historyk filozofii, profesor Katolickiego Uniwersytetu Lubelskiego
  - Solveig Dommartin, francuska aktorka znana przede wszystkim z „Nieba nad Berlinem”
  - Kéba Mbaye, były wiceprzewodniczący Międzynarodowego Komitetu Olimpijskiego
  - Donald Edward Osterbrock, amerykański astronom
  - Robert Anton Wilson, amerykański pisarz, filozof, psycholog
- 10 stycznia
  - Roman Fus, polski artysta rzeźbiarz,
  - Carlo Ponti, włoski producent filmowy, mąż Sophii Loren
- 9 stycznia
  - Chris Aylmer, basista formacji Samson
  - Krzysztof Jan Michejda, polski chemik
  - Maureen Orcutt, golfistka amerykańska
  - Jean-Pierre Vernant, francuski historyk
- 8 stycznia
  - Jane Bolin, prawniczka amerykańska
  - Yvonne De Carlo, kanadyjska aktorka znana przede wszystkim z serialu „The Munsters”
  - Francis Cockfield, polityk brytyjski, były wiceprzewodniczący Komisji Europejskiej
  - Gloria Connors, amerykańska tenisistka
  - Alojzy Mol, twórca efektów dźwiękowych w Studiu Filmów Rysunkowych w Bielsku-Białej
  - Jelena Pietuszkowa, rosyjska amazonka, mistrzyni olimpijska
  - Italo Sarrocco, włoski weteran I wojny światowej
  - Emer Symons, południowoafrykański motocyklista, zginął na trasie Rajdu Dakar
  - Iwao Takamoto, amerykański animator, twórca postaci Scooby Doo
  - Zbigniew Węglarz, polski komandor podporucznik, w latach 1948–1950 dowódca ORP Błyskawica
- 7 stycznia
  - Magnus Magnusson, znany brytyjski prezenter telewizyjny współpracujący z telewizją BBC
  - Joseph Meng Ziwen, chiński duchowny katolicki, biskup diecezji Nanning
  - Zdzisław Piątek, polski specjalista konstrukcji betonowych, były rektor Wyższej Szkoły Inżynierskiej w Koszalinie
  - Olli-Matti Multamäki, wojskowy fiński, dowódca Armii Fińskiej
- 6 stycznia
  - Yvon Durelle, bokser kanadyjski
  - Frédéric Etsou-Nzabi-Bamungwabi, arcybiskup Kinszasy, kardynał
  - Stanisław Kałużyński, światowej sławy ałtaista, językoznawca i badacz kultury wschodu
  - Pete Kleinow, amerykański gitarzysta, współzałożyciel zespołu The Flying Burrito Brothers
  - Jan Sławomir Samek, polski historyk sztuki, profesor nauk humanistycznych
  - Elżbieta Wassongowa, polska tłumaczka literatury pięknej, redaktor książek
- 5 stycznia
  - Momofuku Ando, japoński wynalazca, twórca pierwszych zupek błyskawicznych
  - Olgierd Ciepły, polski lekkoatleta, członek legendarnego „Wunderteamu”
  - Cezary Józefiak, polski ekonomista, b. członek Rady Polityki Pieniężnej
- 4 stycznia
  - Sandro Salvadore, włoski piłkarz, uczestnik MŚ 1962 i MŚ 1966, gracz Juventusu Turyn
  - Marais Viljoen, były prezydent RPA
  - Danuta Zagrodzka, polska dziennikarka
- 3 stycznia
  - Annibale Ciarniello, włoski weteran I wojny światowej
  - János Fürst, dyrygent węgierski, główny dyrygent Orkiestry Filharmonii w Helsinkach
  - Calvin William Verity, polityk amerykański, sekretarz handlu w administracji Reagana
- 2 stycznia
  - Thierry Bacconnier, francuski piłkarz
  - Teddy Kollek, polityk izraelski, wieloletni burmistrz Jerozolimy
  - Don Massengale, golfista amerykański
  - Paek Nam Sun, północnokoreański minister spraw zagranicznych
- 1 stycznia
  - A.I. Bezzerides, pisarz i scenarzysta
  - Ernie Koy, baseballista amerykański
  - Tillie Olsen, pisarka amerykańska, feministka
  - Krystyna Zielińska-Zarzycka, dziennikarka, b. posłanka na Sejm